# Liste des cantons français avant 2015
Orthographe et dénomination officielle : source Insee 2005.
La France comptait avant la réforme adoptée relative au nouveau découpage des cantons (lois n° 2013-402 et n°2013-403 du 17 mai 2013), applicable aux élections départementales de mars 2015 un total de 4035 cantons.      
Le " canton " apparaît en 1790 lors de la création effective des départements décidée par l'Assemblée nationale constituante par le décret-loi du 22 décembre 1789. Le canton avait notamment comme raisons d'être d'être la commune où devaient se trouver à la fois une brigade de gendarmerie, un hospice pour les personnes âgées, un service local des finances publiques et un corps de sapeurs-pompiers volontaires (qui était alors une division de la Garde nationale).      
Le nouveau découpage voulu par le gouvernement, en date du 1 er janvier 2015, restreint considérablement le nombre de cantons ; en effet, il ne reste plus que 2054 cantons en lieu et place des 4035  précédents. Chaque canton élit un homme et une femme aux élections départementales, soit un total de 4108 conseillers départementaux. Avant 2015, les conseillers s'appelaient " conseillers généraux " .         
|  | Sommaire par numéro de département - - 01 - 02 - 03 - 04 - 05 - 06 - 07 - 08 - 09 - 10 - 11 - 12 - 13 - 14 - 15 - 16 - 17 - 18 - 19 - 2A - 2B - 21 - 22 - 23 - 24 - 25 - 26 - 27 - 28 - 29 - 30 - 31 - 32 - 33 - 34 - 35 - 36 - 37 - 38 - 39 - 40 - 41 - 42 - 43 - 44 - 45 - 46 - 47 - 48 - 49 - 50 - 51 - 52 - 53 - 54 - 55 - 56 - 57 - 58 - 59 - 60 - 61 - 62 - 63 - 64 - 65 - 66 - 67 - 68 - 69 - 70 - 71 - 72 - 73 - 74 - 75 - 76 - 77 - 78 - 79 - 80 - 81 - 82 - 83 - 84 - 85 - 86 - 87 - 88 - 89 - 90 - 91 - 92 - 93 - 94 - 95 - 971 - 972 - 973 - 974 - 976 |

## Alsace
Bas-Rhin (67)
- Strasbourg :
  - 1er canton
  - 2e canton
  - 3e canton
  - 4e canton
  - 5e canton
  - 6e canton
  - 7e canton
  - 8e canton
  - 9e canton
  - 10e canton
- autres cantons :
  - Barr
  - Benfeld
  - Bischheim
  - Bischwiller
  - Bouxwiller
  - Brumath
  - Drulingen
  - Erstein
  - Geispolsheim
  - Haguenau
  - Hochfelden
  - Illkirch-Graffenstaden
  - Lauterbourg
  - Marckolsheim
  - Marmoutier
  - Molsheim
  - Mundolsheim
  - Niederbronn-les-Bains
  - Obernai
  - La Petite-Pierre
  - Rosheim
  - Saales
  - Sarre-Union
  - Saverne
  - Schiltigheim
  - Schirmeck
  - Sélestat
  - Seltz
  - Soultz-sous-Forêts
  - Truchtersheim
  - Villé
  - Wasselonne
  - Wissembourg
  - Wœrth

Haut-Rhin (68)
- Colmar :
  - Nord
  - Sud
- Mulhouse :
  - Est
  - Nord
  - Ouest
  - Sud
- autres cantons :
  - Altkirch
  - Andolsheim
  - Cernay
  - Dannemarie
  - Ensisheim
  - Ferrette
  - Guebwiller
  - Habsheim
  - Hirsingue
  - Huningue
  - Illzach
  - Kaysersberg
  - Lapoutroie
  - Masevaux
  - Munster
  - Neuf-Brisach
  - Ribeauvillé
  - Rouffach
  - Saint-Amarin
  - Sainte-Marie-aux-Mines
  - Sierentz
  - Soultz-Haut-Rhin
  - Thann
  - Wintzenheim
  - Wittenheim

## Aquitaine
Dordogne (24)
- Périgueux :
  - Centre
  - Nord-Est
  - Ouest
- Bergerac :
  - Bergerac-1
  - Bergerac-2
- autres cantons :
  - Beaumont-du-Périgord
  - Belvès
  - Brantôme
  - Le Bugue
  - Le Buisson-de-Cadouin
  - Bussière-Badil
  - Carlux
  - Champagnac-de-Belair
  - Domme
  - Excideuil
  - Eymet
  - Hautefort
  - Issigeac
  - Jumilhac-le-Grand
  - La Force
  - Lalinde
  - Lanouaille
  - Mareuil
  - Monpazier
  - Montagrier
  - Montignac
  - Montpon-Ménestérol
  - Mussidan
  - Neuvic
  - Nontron
  - Ribérac
  - Sainte-Alvère
  - Saint-Astier
  - Saint-Aulaye
  - Saint-Cyprien
  - Saint-Pardoux-la-Rivière
  - Saint-Pierre-de-Chignac
  - Salignac-Eyvigues
  - Sarlat-la-Canéda
  - Savignac-les-Églises
  - Sigoulès
  - Terrasson-Lavilledieu
  - Thenon
  - Thiviers
  - Vélines
  - Vergt
  - Verteillac
  - Villamblard
  - Villefranche-de-Lonchat
  - Villefranche-du-Périgord

Gironde (33)
- Bordeaux :
  - 1er canton
  - 2e canton
  - 3e canton
  - 4e canton
  - 5e canton
  - 6e canton
  - 7e canton
  - 8e canton
- Mérignac :
  - 1er canton
  - 2e canton
- Pessac :
  - 1er canton
  - 2e canton
- autres cantons :
  - Arcachon
  - Audenge
  - Auros
  - Bazas
  - Bègles
  - Belin-Béliet
  - Blanquefort
  - Blaye
  - Bourg
  - Le Bouscat
  - Branne
  - Cadillac
  - Captieux
  - Carbon-Blanc
  - Castelnau-de-Médoc
  - Castillon-la-Bataille
  - Cenon
  - Coutras
  - Créon
  - Floirac
  - Fronsac
  - Gradignan
  - Grignols
  - Guîtres
  - La Brède
  - Langon
  - Lesparre-Médoc
  - Libourne
  - Lormont
  - Lussac
  - Monségur
  - Pauillac
  - Pellegrue
  - Podensac
  - Pujols
  - La Réole
  - Saint-André-de-Cubzac
  - Saint-Ciers-sur-Gironde
  - Sainte-Foy-la-Grande
  - Saint-Laurent-Médoc
  - Saint-Macaire
  - Saint-Médard-en-Jalles
  - Saint-Savin
  - Saint-Symphorien
  - Saint-Vivien-de-Médoc
  - Sauveterre-de-Guyenne
  - Talence
  - Targon
  - La Teste-de-Buch
  - Villandraut
  - Villenave-d’Ornon

Landes (40)
- Dax :
  - Nord
  - Sud
- Mont-de-Marsan :
  - Nord
  - Sud
- Tartas :
  - Est
  - Ouest
- autres cantons :
  - Aire-sur-l’Adour
  - Amou
  - Castets
  - Gabarret
  - Geaune
  - Grenade-sur-l’Adour
  - Hagetmau
  - Labrit
  - Mimizan
  - Montfort-en-Chalosse
  - Morcenx
  - Mugron
  - Parentis-en-Born
  - Peyrehorade
  - Pissos
  - Pouillon
  - Roquefort
  - Sabres
  - Saint-Martin-de-Seignanx
  - Saint-Sever
  - Saint-Vincent-de-Tyrosse
  - Sore
  - Soustons
  - Villeneuve-de-Marsan

Lot-et-Garonne (47)
- Agen :
  - Centre
  - Nord
  - Nord-Est
  - Ouest
  - Sud-Est
- Marmande :
  - Est
  - Ouest
- Villeneuve-sur-Lot :
  - Nord
  - Sud
- autres cantons :
  - Astaffort
  - Beauville
  - Bouglon
  - Cancon
  - Casteljaloux
  - Castelmoron-sur-Lot
  - Castillonnès
  - Damazan
  - Duras
  - Francescas
  - Fumel
  - Houeillès
  - Laplume
  - Laroque-Timbaut
  - Lauzun
  - Lavardac
  - Le Mas-d’Agenais
  - Meilhan-sur-Garonne
  - Mézin
  - Monclar
  - Monflanquin
  - Nérac
  - Penne-d’Agenais
  - Port-Sainte-Marie
  - Prayssas
  - Puymirol
  - Sainte-Livrade-sur-Lot
  - Seyches
  - Tonneins
  - Tournon-d’Agenais
  - Villeréal

Pyrénées-Atlantiques (64)
- Anglet :
  - Nord
  - Sud
- Bayonne :
  - Est
  - Nord
  - Ouest
- Biarritz :
  - Est
  - Ouest
- Nay :
  - Est
  - Ouest
- Oloron-Sainte-Marie :
  - Est
  - Ouest
- Pau :
  - Centre
  - Est
  - Nord
  - Ouest
  - Sud
- autres cantons :
  - Accous
  - Aramits
  - Arthez-de-Béarn
  - Arudy
  - Arzacq-Arraziguet
  - Bidache
  - Billère
  - Espelette
  - Garlin
  - Hasparren
  - Hendaye
  - Iholdy
  - La Bastide-Clairence
  - Lagor
  - Laruns
  - Lasseube
  - Lembeye
  - Lescar
  - Mauléon-Licharre
  - Monein
  - Montaner
  - Morlaàs
  - Navarrenx
  - Orthez
  - Jurançon
  - Pontacq
  - Saint-Étienne-de-Baïgorry
  - Saint-Jean-de-Luz
  - Saint-Jean-Pied-de-Port
  - Saint-Palais
  - Saint-Pierre-d’Irube
  - Salies-de-Béarn
  - Sauveterre-de-Béarn
  - Tardets-Sorholus
  - Thèze
  - Ustaritz

## Auvergne
Allier (03)
- Cusset :
  - Nord
  - Sud
- Montluçon :
  - Nord-Est (1er canton)
  - Ouest (2e canton)
  - Sud (3e canton)
  - Est (4e canton)
- Moulins :
  - Ouest
  - Sud
- Vichy :
  - Nord
  - Sud
- autres cantons :
  - Bourbon-l’Archambault
  - Cérilly
  - Chantelle
  - Chevagnes
  - Commentry
  - Domérat-Montluçon-Nord-Ouest
  - Dompierre-sur-Besbre
  - Le Donjon
  - Ébreuil
  - Escurolles
  - Gannat
  - Hérisson
  - Huriel
  - Jaligny-sur-Besbre
  - Lapalisse
  - Lurcy-Lévis
  - Marcillat-en-Combraille
  - Le Mayet-de-Montagne
  - Le Montet
  - Montmarault
  - Neuilly-le-Réal
  - Saint-Pourçain-sur-Sioule
  - Souvigny
  - Varennes-sur-Allier
  - Yzeure

Cantal (15)
- Aurillac :
  - 1er canton
  - 2e canton
  - 3e canton
  - 4e canton
- Saint-Flour :
  - Nord
  - Sud
- autres cantons :
  - Allanche
  - Arpajon-sur-Cère
  - Champs-sur-Tarentaine-Marchal
  - Chaudes-Aigues
  - Condat
  - Jussac
  - Laroquebrou
  - Massiac
  - Mauriac
  - Maurs
  - Montsalvy
  - Murat
  - Pierrefort
  - Pleaux
  - Riom-ès-Montagnes
  - Ruynes-en-Margeride
  - Saignes
  - Saint-Cernin
  - Saint-Mamet-la-Salvetat
  - Salers
  - Vic-sur-Cère

Haute-Loire (43)
- Brioude :
  - Nord
  - Sud
- Le Puy-en-Velay :
  - Est
  - Nord
  - Ouest
  - Sud-Est
  - Sud-Ouest
- autres cantons :
  - Allègre
  - Aurec-sur-Loire
  - Auzon
  - Bas-en-Basset
  - Blesle
  - Cayres
  - La Chaise-Dieu
  - Craponne-sur-Arzon
  - Fay-sur-Lignon
  - Langeac
  - Lavoûte-Chilhac
  - Loudes
  - Le Monastier-sur-Gazeille
  - Monistrol-sur-Loire
  - Montfaucon-en-Velay
  - Paulhaguet
  - Pinols
  - Pradelles
  - Retournac
  - Saint-Didier-en-Velay
  - Saint-Julien-Chapteuil
  - Saint-Paulien
  - Sainte-Sigolène
  - Saugues
  - Solignac-sur-Loire
  - Tence
  - Vorey
  - Yssingeaux

Puy-de-Dôme (63)
- Clermont-Ferrand :
  - Centre
  - Est
  - Nord-Ouest
  - Nord
  - Montferrand (Nord-Est)
  - Ouest
  - Sud-Ouest
  - Sud
  - Sud-Est
- Riom :
  - Est
  - Ouest
- autres cantons :
  - Aigueperse
  - Ambert
  - Ardes
  - Arlanc
  - Aubière
  - Beaumont
  - Besse-et-Saint-Anastaise
  - Billom
  - Bourg-Lastic
  - Chamalières
  - Champeix
  - Châteldon
  - Combronde
  - Cournon-d’Auvergne
  - Courpière
  - Cunlhat
  - Ennezat
  - Gerzat
  - Herment
  - Issoire
  - Jumeaux
  - La Tour-d’Auvergne
  - Lezoux
  - Manzat
  - Maringues
  - Menat
  - Montaigut
  - Olliergues
  - Pionsat
  - Pontaumur
  - Pont-du-Château
  - Pontgibaud
  - Randan
  - Rochefort-Montagne
  - Royat
  - Saint-Amant-Roche-Savine
  - Saint-Amant-Tallende
  - Saint-Anthème
  - Saint-Dier-d’Auvergne
  - Saint-Germain-Lembron
  - Saint-Germain-l’Herm
  - Saint-Gervais-d’Auvergne
  - Saint-Rémy-sur-Durolle
  - Sauxillanges
  - Tauves
  - Thiers
  - Vertaizon
  - Veyre-Monton
  - Vic-le-Comte
  - Viverols

## Basse-Normandie
Calvados (14)
- Caen :
  - 1er canton
  - 2e canton
  - 3e canton
  - 4e canton
  - Hérouville-Saint-Clair (Caen 5e canton)
  - Hérouville-Saint-Clair (Caen 6e canton)
  - 7e canton
  - 8e canton
  - 9e canton
  - 10e canton
- Falaise :
  - Nord
  - Sud
- Lisieux :
  - 1er canton
  - 2e canton
  - 3e canton
- autres cantons :
  - Aunay-sur-Odon
  - Balleroy
  - Bayeux
  - Le Bény-Bocage
  - Blangy-le-Château
  - Bourguébus
  - Bretteville-sur-Laize
  - Cabourg
  - Cambremer
  - Caumont-l’Éventé
  - Condé-sur-Noireau
  - Creully
  - Douvres-la-Délivrande
  - Dozulé
  - Évrecy
  - Honfleur
  - Isigny-sur-Mer
  - Livarot
  - Mézidon-Canon
  - Morteaux-Coulibœuf
  - Orbec
  - Ouistreham
  - Pont-l’Évêque
  - Ryes
  - Saint-Pierre-sur-Dives
  - Saint-Sever-Calvados
  - Thury-Harcourt
  - Tilly-sur-Seulles
  - Trévières
  - Troarn
  - Trouville-sur-Mer
  - Vassy
  - Villers-Bocage
  - Vire

Manche (50)
- Cherbourg-Octeville :
  - Nord-Ouest
  - Sud-Est
  - Sud-Ouest
- Saint-Lô :
  - Est
  - Ouest
- autres cantons :
  - Avranches
  - Barenton
  - Barneville-Carteret
  - Beaumont-Hague
  - Brécey
  - Bréhal
  - Bricquebec
  - Canisy
  - Carentan
  - Cerisy-la-Salle
  - Coutances
  - Ducey
  - Équeurdreville-Hainneville
  - Gavray
  - Granville
  - La Haye-du-Puits
  - La Haye-Pesnel
  - Isigny-le-Buat
  - Juvigny-le-Tertre
  - Lessay
  - Marigny
  - Montebourg
  - Montmartin-sur-Mer
  - Mortain
  - Percy
  - Périers
  - Les Pieux
  - Pontorson
  - Quettehou
  - Saint-Clair-sur-l’Elle
  - Saint-Hilaire-du-Harcouët
  - Saint-James
  - Saint-Jean-de-Daye
  - Saint-Malo-de-la-Lande
  - Sainte-Mère-Église
  - Saint-Pierre-Église
  - Saint-Pois
  - Saint-Sauveur-Lendelin
  - Saint-Sauveur-le-Vicomte
  - Sartilly
  - Sourdeval
  - Le Teilleul
  - Tessy-sur-Vire
  - Torigni-sur-Vire
  - Tourlaville
  - Valognes
  - Villedieu-les-Poêles

Orne (61)
- L’Aigle :
  - Est
  - Ouest
- Alençon :
  - 1er canton
  - 2e canton
  - 3e canton
- Argentan :
  - Est
  - Ouest
- Flers :
  - Nord
  - Sud
- autres cantons :
  - Athis-de-l’Orne
  - Bazoches-sur-Hoëne
  - Bellême
  - Briouze
  - Carrouges
  - Courtomer
  - Domfront
  - Écouché
  - Exmes
  - La Ferté-Frênel
  - La Ferté-Macé
  - Gacé
  - Juvigny-sous-Andaine
  - Longny-au-Perche
  - Le Mêle-sur-Sarthe
  - Le Merlerault
  - Messei
  - Mortagne-au-Perche
  - Mortrée
  - Moulins-la-Marche
  - Nocé
  - Passais
  - Pervenchères
  - Putanges-Pont-Écrepin
  - Rémalard
  - Sées
  - Le Theil
  - Tinchebray
  - Tourouvre
  - Trun
  - Vimoutiers

## Bourgogne
Côte-d’Or (21)
- Beaune :
  - Nord
  - Sud
- Dijon :
  - 1er canton
  - 2e canton
  - 3e canton
  - 4e canton
  - 5e canton
  - 6e canton
  - 7e canton
  - 8e canton
- autres cantons :
  - Aignay-le-Duc
  - Arnay-le-Duc
  - Auxonne
  - Baigneux-les-Juifs
  - Bligny-sur-Ouche
  - Châtillon-sur-Seine
  - Chenôve
  - Fontaine-Française
  - Fontaine-lès-Dijon
  - Genlis
  - Gevrey-Chambertin
  - Grancey-le-Château-Neuvelle
  - Is-sur-Tille
  - Laignes
  - Liernais
  - Mirebeau-sur-Bèze
  - Montbard
  - Montigny-sur-Aube
  - Nolay
  - Nuits-Saint-Georges
  - Pontailler-sur-Saône
  - Pouilly-en-Auxois
  - Précy-sous-Thil
  - Recey-sur-Ource
  - Saint-Jean-de-Losne
  - Saint-Seine-l’Abbaye
  - Saulieu
  - Selongey
  - Semur-en-Auxois
  - Seurre
  - Sombernon
  - Venarey-les-Laumes
  - Vitteaux

Nièvre (58)
- Cosne-Cours-sur-Loire :
  - Nord
  - Sud
- Nevers :
  - Centre
  - Est
  - Nord
  - Sud
- autres cantons :
  - Brinon-sur-Beuvron
  - La Charité-sur-Loire
  - Château-Chinon (Ville)
  - Châtillon-en-Bazois
  - Clamecy
  - Corbigny
  - Decize
  - Donzy
  - Dornes
  - Fours
  - Guérigny
  - Imphy
  - Lormes
  - Luzy
  - La Machine
  - Montsauche-les-Settons
  - Moulins-Engilbert
  - Pougues-les-Eaux
  - Pouilly-sur-Loire
  - Prémery
  - Saint-Amand-en-Puisaye
  - Saint-Benin-d’Azy
  - Saint-Pierre-le-Moûtier
  - Saint-Saulge
  - Tannay
  - Varzy

Saône-et-Loire (71)
- Autun :
  - Nord
  - Sud
- Chalon-sur-Saône :
  - Centre
  - Nord
  - Ouest
  - Sud
- Le Creusot :
  - Est
  - Ouest
- Mâcon :
  - Centre
  - Nord
  - Sud
- Montceau-les-Mines :
  - Nord
  - Sud
- autres cantons :
  - Beaurepaire-en-Bresse
  - Bourbon-Lancy
  - Buxy
  - Chagny
  - La Chapelle-de-Guinchay
  - Charolles
  - Chauffailles
  - La Clayette
  - Cluny
  - Couches
  - Cuiseaux
  - Cuisery
  - Digoin
  - Épinac
  - Givry
  - Gueugnon
  - La Guiche
  - Issy-l’Évêque
  - Louhans
  - Lucenay-l’Évêque
  - Lugny
  - Marcigny
  - Matour
  - Mesvres
  - Montcenis
  - Montchanin
  - Montpont-en-Bresse
  - Montret
  - Mont-Saint-Vincent
  - Palinges
  - Paray-le-Monial
  - Pierre-de-Bresse
  - Saint-Bonnet-de-Joux
  - Saint-Gengoux-le-National
  - Saint-Germain-du-Bois
  - Saint-Germain-du-Plain
  - Saint-Léger-sous-Beuvray
  - Saint-Martin-en-Bresse
  - Semur-en-Brionnais
  - Sennecey-le-Grand
  - Toulon-sur-Arroux
  - Tournus
  - Tramayes
  - Verdun-sur-le-Doubs

Yonne (89)
- Auxerre :
  - Est
  - Nord
  - Nord-Ouest
  - Sud
  - Sud-Ouest
- Sens :
  - Nord-Est
  - Ouest
  - Sud-Est
- autres cantons :
  - Aillant-sur-Tholon
  - Ancy-le-Franc
  - Avallon
  - Bléneau
  - Brienon-sur-Armançon
  - Cerisiers
  - Chablis
  - Charny
  - Chéroy
  - Coulanges-la-Vineuse
  - Coulanges-sur-Yonne
  - Courson-les-Carrières
  - Cruzy-le-Châtel
  - Flogny-la-Chapelle
  - Guillon
  - L’Isle-sur-Serein
  - Joigny
  - Ligny-le-Châtel
  - Migennes
  - Noyers
  - Pont-sur-Yonne
  - Quarré-les-Tombes
  - Saint-Fargeau
  - Saint-Florentin
  - Saint-Julien-du-Sault
  - Saint-Sauveur-en-Puisaye
  - Seignelay
  - Sergines
  - Tonnerre
  - Toucy
  - Vermenton
  - Vézelay
  - Villeneuve-l’Archevêque
  - Villeneuve-sur-Yonne

## Bretagne
Côtes-d’Armor (22)
- Dinan :
  - Est
  - Ouest
- Saint-Brieuc :
  - Nord
  - Ouest
  - Sud
- autres cantons :
  - Bégard
  - Belle-Isle-en-Terre
  - Bourbriac
  - Broons
  - Callac
  - Caulnes
  - Châtelaudren
  - La Chèze
  - Collinée
  - Corlay
  - Étables-sur-Mer
  - Évran
  - Gouarec
  - Guingamp
  - Jugon-les-Lacs
  - Lamballe
  - Langueux
  - Lannion
  - Lanvollon
  - Lézardrieux
  - Loudéac
  - Maël-Carhaix
  - Matignon
  - Merdrignac
  - Moncontour
  - Mûr-de-Bretagne
  - Paimpol
  - Perros-Guirec
  - Plancoët
  - Plélan-le-Petit
  - Pléneuf-Val-André
  - Plérin
  - Plestin-les-Grèves
  - Plœuc-sur-Lié
  - Plouagat
  - Plouaret
  - Ploubalay
  - Ploufragan
  - Plouguenast
  - Plouha
  - Pontrieux
  - Quintin
  - La Roche-Derrien
  - Rostrenen
  - Saint-Nicolas-du-Pélem
  - Tréguier
  - Uzel

Finistère (29)
- Brest :
  - Bellevue
  - Cavale-Blanche-Bohars-Guilers
  - Centre
  - Kerichen
  - Lambézellec
  - L’Hermitage-Gouesnou
  - Plouzané
  - Recouvrance
  - Saint-Marc
  - Saint-Pierre
- Quimper :
  - 1er canton
  - 2e canton
  - 3e canton
- autres cantons :
  - Arzano
  - Bannalec
  - Briec
  - Carhaix-Plouguer
  - Châteaulin
  - Châteauneuf-du-Faou
  - Concarneau
  - Crozon
  - Daoulas
  - Douarnenez
  - Le Faou
  - Fouesnant
  - Guilvinec
  - Guipavas
  - Huelgoat
  - Landerneau
  - Landivisiau
  - Lanmeur
  - Lannilis
  - Lesneven
  - Morlaix
  - Ouessant
  - Plabennec
  - Pleyben
  - Plogastel-Saint-Germain
  - Ploudalmézeau
  - Ploudiry
  - Plouescat
  - Plouigneau
  - Plouzévédé
  - Pont-Aven
  - Pont-Croix
  - Pont-l’Abbé
  - Quimperlé
  - Rosporden
  - Saint-Pol-de-Léon
  - Saint-Renan
  - Saint-Thégonnec
  - Scaër
  - Sizun
  - Taulé

Ille-et-Vilaine (35)
- Fougères :
  - Nord
  - Sud
- Rennes :
  - Bréquigny
  - Centre
  - Centre-Ouest
  - Centre-Sud
  - Est
  - le-Blosne
  - Nord
  - Nord-Est
  - Nord-Ouest
  - Sud-Est
  - Sud-Ouest
- Saint-Malo :
  - Nord
  - Sud
- Vitré :
  - Est
  - Ouest
- autres cantons :
  - Antrain
  - Argentré-du-Plessis
  - Bain-de-Bretagne
  - Bécherel
  - Betton
  - Bruz
  - Cancale
  - Cesson-Sévigné
  - Châteaubourg
  - Châteaugiron
  - Châteauneuf-d’Ille-et-Vilaine
  - Combourg
  - Dinard
  - Dol-de-Bretagne
  - Grand-Fougeray
  - La Guerche-de-Bretagne
  - Guichen
  - Hédé
  - Janzé
  - Liffré
  - Louvigné-du-Désert
  - Maure-de-Bretagne
  - Montauban-de-Bretagne
  - Montfort-sur-Meu
  - Mordelles
  - Pipriac
  - Pleine-Fougères
  - Plélan-le-Grand
  - Redon
  - Retiers
  - Saint-Aubin-d’Aubigné
  - Saint-Aubin-du-Cormier
  - Saint-Brice-en-Coglès
  - Saint-Méen-le-Grand
  - Le Sel-de-Bretagne
  - Tinténiac

Morbihan (56)
- Lorient :
  - Centre
  - Nord
  - Sud
- Vannes :
  - Centre
  - Est
  - Ouest
- autres cantons :
  - Allaire
  - Auray
  - Baud
  - Belz
  - Cléguérec
  - Elven
  - Le Faouët
  - La Gacilly
  - Gourin
  - Grand-Champ
  - Groix
  - Guémené-sur-Scorff
  - Guer
  - Hennebont
  - Josselin
  - Lanester
  - Locminé
  - Malestroit
  - Mauron
  - Muzillac
  - Belle-Île
  - Plœmeur
  - Ploërmel
  - Plouay
  - Pluvigner
  - Pontivy
  - Pont-Scorff
  - Port-Louis
  - Questembert
  - Quiberon
  - La Roche-Bernard
  - Rochefort-en-Terre
  - Rohan
  - Saint-Jean-Brévelay
  - Sarzeau
  - La Trinité-Porhoët

## Centre-Val de Loire
Cher (18)
- Bourges :
  - 1er canton
  - 2e canton
  - 3e canton
  - 4e canton
  - 5e canton
- Vierzon :
  - 1er canton
  - 2e canton
- autres cantons :
  - Les Aix-d’Angillon
  - Argent-sur-Sauldre
  - Aubigny-sur-Nère
  - Baugy
  - La Chapelle-d’Angillon
  - Charenton-du-Cher
  - Chârost
  - Châteaumeillant
  - Châteauneuf-sur-Cher
  - Le Châtelet
  - Dun-sur-Auron
  - Graçay
  - La Guerche-sur-l’Aubois
  - Henrichemont
  - Léré
  - Levet
  - Lignières
  - Lury-sur-Arnon
  - Mehun-sur-Yèvre
  - Nérondes
  - Saint-Amand-Montrond
  - Saint-Doulchard
  - Saint-Martin-d’Auxigny
  - Sancergues
  - Sancerre
  - Sancoins
  - Saulzais-le-Potier
  - Vailly-sur-Sauldre

Eure-et-Loir (28)
- Chartres :
  - Nord-Est
  - Sud-Est
  - Sud-Ouest
- Dreux :
  - Est
  - Ouest
  - Sud
- autres cantons :
  - Anet
  - Auneau
  - Authon-du-Perche
  - Bonneval
  - Brezolles
  - Brou
  - Châteaudun
  - Châteauneuf-en-Thymerais
  - Cloyes-sur-le-Loir
  - Courville-sur-Eure
  - La Ferté-Vidame
  - Illiers-Combray
  - Janville
  - La Loupe
  - Lucé
  - Maintenon
  - Mainvilliers
  - Nogent-le-Roi
  - Nogent-le-Rotrou
  - Orgères-en-Beauce
  - Senonches
  - Thiron-Gardais
  - Voves

Indre (36)
- Châteauroux :
  - Centre
  - Est
  - Ouest
  - Sud
- Issoudun :
  - Nord
  - Sud
- autres cantons :
  - Aigurande
  - Ardentes
  - Argenton-sur-Creuse
  - Bélâbre
  - Le Blanc
  - Buzançais
  - Châtillon-sur-Indre
  - La Châtre
  - Écueillé
  - Éguzon-Chantôme
  - Levroux
  - Mézières-en-Brenne
  - Neuvy-Saint-Sépulchre
  - Saint-Benoît-du-Sault
  - Saint-Christophe-en-Bazelle
  - Saint-Gaultier
  - Sainte-Sévère-sur-Indre
  - Tournon-Saint-Martin
  - Valençay
  - Vatan

Indre-et-Loire (37)
- Joué-lès-Tours :
  - Nord
  - Sud
- Tours :
  - Centre
  - Est
  - Nord-Est
  - Nord-Ouest
  - Ouest
  - Sud
  - Val-du-Cher
- autres cantons :
  - Amboise
  - Azay-le-Rideau
  - Ballan-Miré
  - Bléré
  - Bourgueil
  - Chambray-lès-Tours
  - Château-la-Vallière
  - Château-Renault
  - Chinon
  - Le Grand-Pressigny
  - Descartes
  - L’Île-Bouchard
  - Langeais
  - Ligueil
  - Loches
  - Luynes
  - Montbazon
  - Montlouis-sur-Loire
  - Montrésor
  - Neuillé-Pont-Pierre
  - Neuvy-le-Roi
  - Preuilly-sur-Claise
  - Richelieu
  - Saint-Avertin
  - Saint-Cyr-sur-Loire
  - Sainte-Maure-de-Touraine
  - Saint-Pierre-des-Corps
  - Vouvray

Loir-et-Cher (41)
- Blois :
  - 1er canton
  - 2e canton
  - 3e canton
  - 4e canton
  - 5e canton
- Romorantin-Lanthenay :
  - Nord
  - Sud
- Vendôme :
  - 1er canton
  - 2e canton
- autres cantons :
  - Bracieux
  - Contres
  - Droué
  - Herbault
  - Lamotte-Beuvron
  - Marchenoir
  - Mennetou-sur-Cher
  - Mer
  - Mondoubleau
  - Montoire-sur-le-Loir
  - Montrichard
  - Morée
  - Neung-sur-Beuvron
  - Ouzouer-le-Marché
  - Saint-Aignan
  - Saint-Amand-Longpré
  - Salbris
  - Savigny-sur-Braye
  - Selles-sur-Cher
  - Selommes
  - Vineuil

Loiret (45)
- Orléans :
  - Bannier
  - Bourgogne
  - Carmes
  - La Source
  - Saint-Marc-Argonne
  - Saint-Marceau
- autres cantons :
  - Amilly
  - Artenay
  - Beaugency
  - Beaune-la-Rolande
  - Bellegarde
  - Briare
  - Châlette-sur-Loing
  - Châteauneuf-sur-Loire
  - Château-Renard
  - Châtillon-Coligny
  - Châtillon-sur-Loire
  - Chécy
  - Cléry-Saint-André
  - Courtenay
  - Ferrières-en-Gâtinais
  - La Ferté-Saint-Aubin
  - Fleury-les-Aubrais
  - Gien
  - Ingré
  - Jargeau
  - Lorris
  - Malesherbes
  - Meung-sur-Loire
  - Montargis
  - Neuville-aux-Bois
  - Olivet
  - Outarville
  - Ouzouer-sur-Loire
  - Patay
  - Pithiviers
  - Puiseaux
  - Saint-Jean-de-Braye
  - Saint-Jean-de-la-Ruelle
  - Saint-Jean-le-Blanc
  - Sully-sur-Loire

## Champagne-Ardenne
Ardennes (08)
- Charleville :
  - Centre
  - La Houillère
- Mézières :
  - Centre-Ouest
  - Est
- Sedan :
  - Est
  - Nord
  - Ouest
- autres cantons :
  - Asfeld
  - Attigny
  - Buzancy
  - Carignan
  - Château-Porcien
  - Chaumont-Porcien
  - Le Chesne
  - Flize
  - Fumay
  - Givet
  - Grandpré
  - Juniville
  - Machault
  - Monthermé
  - Monthois
  - Mouzon
  - Nouzonville
  - Novion-Porcien
  - Omont
  - Raucourt-et-Flaba
  - Renwez
  - Rethel
  - Revin
  - Rocroi
  - Rumigny
  - Signy-l’Abbaye
  - Signy-le-Petit
  - Tourteron
  - Villers-Semeuse
  - Vouziers

Aube (10)
- Romilly-sur-Seine :
  - 1er canton
  - 2e canton
- Troyes :
  - 1er canton
  - 2e canton
  - 3e canton
  - 4e canton
  - 5e canton
  - 6e canton
  - 7e canton
- autres cantons :
  - Aix-en-Othe
  - Arcis-sur-Aube
  - Bar-sur-Aube
  - Bar-sur-Seine
  - Bouilly
  - Brienne-le-Château
  - Chaource
  - La Chapelle-Saint-Luc
  - Chavanges
  - Ervy-le-Châtel
  - Essoyes
  - Estissac
  - Lusigny-sur-Barse
  - Marcilly-le-Hayer
  - Méry-sur-Seine
  - Mussy-sur-Seine
  - Nogent-sur-Seine
  - Piney
  - Ramerupt
  - Les Riceys
  - Sainte-Savine
  - Soulaines-Dhuys
  - Vendeuvre-sur-Barse
  - Villenauxe-la-Grande

Marne (51)
- Châlons-en-Champagne :
  - 1er canton
  - 2e canton
  - 3e canton
  - 4e canton
- Épernay :
  - 1er canton
  - 2e canton
- Reims :
  - 1er canton
  - 2e canton
  - 3e canton
  - 4e canton
  - 5e canton
  - 6e canton
  - 7e canton
  - 8e canton
  - 9e canton
  - 10e canton
- Vitry-le-François :
  - Est
  - Ouest
- autres cantons :
  - Anglure
  - Avize
  - Ay
  - Beine-Nauroy
  - Bourgogne
  - Châtillon-sur-Marne
  - Dormans
  - Écury-sur-Coole
  - Esternay
  - Fère-Champenoise
  - Fismes
  - Givry-en-Argonne
  - Heiltz-le-Maurupt
  - Marson
  - Montmirail
  - Montmort-Lucy
  - Sainte-Menehould
  - Saint-Remy-en-Bouzemont-Saint-Genest-et-Isson
  - Sézanne
  - Sompuis
  - Suippes
  - Thiéblemont-Farémont
  - Vertus
  - Verzy
  - Ville-en-Tardenois
  - Ville-sur-Tourbe

Haute-Marne (52)
- Chaumont :
  - Nord
  - Sud
- Saint-Dizier :
  - Centre
  - Nord-Est
  - Sud-Est
- autres cantons :
  - Andelot-Blancheville
  - Arc-en-Barrois
  - Auberive
  - Bourbonne-les-Bains
  - Bourmont
  - Châteauvillain
  - Chevillon
  - Clefmont
  - Doulaincourt-Saucourt
  - Doulevant-le-Château
  - Saint-Dizier-Ouest
  - Fayl-Billot
  - Joinville
  - Juzennecourt
  - Laferté-sur-Amance
  - Langres
  - Longeau-Percey
  - Montier-en-Der
  - Val-de-Meuse
  - Neuilly-l’Évêque
  - Nogent
  - Poissons
  - Prauthoy
  - Saint-Blin
  - Terre-Natale
  - Vignory
  - Wassy

## Corse
Corse-du-Sud (2A)
- Ajaccio :
  - 1er canton
  - 2e canton
  - 3e canton
  - 4e canton
  - 5e canton
  - 6e canton
  - 7e canton
- autres cantons :
  - Bastelica
  - Bonifacio
  - Celavo-Mezzana
  - Cruzini-Cinarca
  - Les Deux-Sevi
  - Les Deux-Sorru
  - Figari
  - Levie
  - Olmeto
  - Petreto-Bicchisano
  - Porto-Vecchio
  - Santa-Maria-Siché
  - Sartène
  - Tallano-Scopamène
  - Zicavo

Haute-Corse (2B)
- Bastia :
  - 1er canton
  - 2e canton
  - 3e canton
  - 4e canton
  - 5e canton (Lupino)
  - 6e canton (Furiani-Montésoro)
- autres cantons :
  - Alto-di-Casaconi
  - Belgodère
  - Borgo
  - Bustanico
  - Calenzana
  - Calvi
  - Campoloro-di-Moriani
  - Capobianco
  - Castifao-Morosaglia
  - La Conca-d’Oro
  - Corte
  - Fiumalto-d’Ampugnani
  - Ghisoni
  - Le Haut-Nebbio
  - L’Île-Rousse
  - Moïta-Verde
  - Niolu-Omessa
  - Orezza-Alesani
  - Prunelli-di-Fiumorbo
  - Sagro-di-Santa-Giulia
  - San-Martino-di-Lota
  - Venaco
  - Vescovato
  - Vezzani

## Franche-Comté
Doubs (25)
- Besançon :
  - Est
  - Nord-Est
  - Nord-Ouest
  - Ouest
  - Planoise
  - Sud
- Montbéliard :
  - Est
  - Ouest
- autres cantons :
  - Amancey
  - Audeux
  - Audincourt
  - Baume-les-Dames
  - Boussières
  - Clerval
  - Étupes
  - Hérimoncourt
  - L’Isle-sur-le-Doubs
  - Levier
  - Maîche
  - Marchaux
  - Montbenoît
  - Morteau
  - Mouthe
  - Ornans
  - Pierrefontaine-les-Varans
  - Pontarlier
  - Pont-de-Roide
  - Quingey
  - Rougemont
  - Roulans
  - Le Russey
  - Saint-Hippolyte
  - Sochaux-Grand-Charmont
  - Valentigney
  - Vercel-Villedieu-le-Camp

Jura (39)
- Dole :
  - Nord-Est
  - Sud-Ouest
- Lons-le-Saunier :
  - Nord
  - Sud
- autres cantons :
  - Arbois
  - Arinthod
  - Beaufort
  - Bletterans
  - Les Bouchoux
  - Champagnole
  - Chaumergy
  - Chaussin
  - Chemin
  - Clairvaux-les-Lacs
  - Conliège
  - Dampierre
  - Gendrey
  - Moirans-en-Montagne
  - Montbarrey
  - Montmirey-le-Château
  - Morez
  - Nozeroy
  - Orgelet
  - Les Planches-en-Montagne
  - Poligny
  - Rochefort-sur-Nenon
  - Saint-Amour
  - Saint-Claude
  - Saint-Julien
  - Saint-Laurent-en-Grandvaux
  - Salins-les-Bains
  - Sellières
  - Villers-Farlay
  - Voiteur

Haute-Saône (70)
- Héricourt :
  - Est
  - Ouest
- Lure :
  - Nord
  - Sud
- Vesoul :
  - Est
  - Ouest
- autres cantons :
  - Amance
  - Autrey-lès-Gray
  - Champagney
  - Champlitte
  - Combeaufontaine
  - Dampierre-sur-Salon
  - Faucogney-et-la-Mer
  - Fresne-Saint-Mamès
  - Gray
  - Gy
  - Jussey
  - Luxeuil-les-Bains
  - Marnay
  - Mélisey
  - Montbozon
  - Noroy-le-Bourg
  - Pesmes
  - Port-sur-Saône
  - Rioz
  - Saint-Loup-sur-Semouse
  - Saint-Sauveur
  - Saulx
  - Scey-sur-Saône-et-Saint-Albin
  - Vauvillers
  - Villersexel
  - Vitrey-sur-Mance

Territoire de Belfort (90)
- Belfort :
  - Centre
  - Est
  - Nord
  - Ouest
  - Sud
- autres cantons :
  - Beaucourt
  - Châtenois-les-Forges
  - Danjoutin
  - Delle
  - Fontaine
  - Giromagny
  - Grandvillars
  - Offemont
  - Rougemont-le-Château
  - Valdoie

## Haute-Normandie
Eure (27)
- Bernay :
  - Est
  - Ouest
- Évreux :
  - Est
  - Nord
  - Ouest
  - Sud
- Louviers :
  - Nord
  - Sud
- Vernon :
  - Nord
  - Sud
- autres cantons :
  - Amfreville-la-Campagne
  - Les Andelys
  - Beaumesnil
  - Beaumont-le-Roger
  - Beuzeville
  - Bourgtheroulde-Infreville
  - Breteuil
  - Brionne
  - Broglie
  - Conches-en-Ouche
  - Cormeilles
  - Damville
  - Écos
  - Étrépagny
  - Fleury-sur-Andelle
  - Gaillon
  - Gaillon-Campagne
  - Gisors
  - Lyons-la-Forêt
  - Montfort-sur-Risle
  - Le Neubourg
  - Nonancourt
  - Pacy-sur-Eure
  - Pont-Audemer
  - Pont-de-l’Arche
  - Quillebeuf-sur-Seine
  - Routot
  - Rugles
  - Saint-André-de-l’Eure
  - Saint-Georges-du-Vièvre
  - Thiberville
  - Verneuil-sur-Avre
  - Val-de-Reuil

Seine-Maritime (76)
- Dieppe :
  - Est
  - Ouest
- Le Havre :
  - 1er canton
  - 2e canton
  - 3e canton
  - 4e canton
  - 5e canton
  - 6e canton
  - 7e canton
  - 8e canton
  - 9e canton
- Rouen :
  - 1er canton
  - 2e canton
  - 3e canton
  - 4e canton
  - 5e canton
  - 6e canton
  - 7e canton
- Sotteville-lès-Rouen :
  - Est
  - Ouest
- autres cantons :
  - Argueil
  - Aumale
  - Bacqueville-en-Caux
  - Bellencombre
  - Blangy-sur-Bresle
  - Bois-Guillaume
  - Bolbec
  - Boos
  - Buchy
  - Cany-Barville
  - Caudebec-en-Caux
  - Caudebec-lès-Elbeuf
  - Clères
  - Criquetot-l’Esneval
  - Darnétal
  - Doudeville
  - Duclair
  - Elbeuf
  - Envermeu
  - Eu
  - Fauville-en-Caux
  - Fécamp
  - Fontaine-le-Dun
  - Forges-les-Eaux
  - Goderville
  - Gonfreville-l’Orcher
  - Gournay-en-Bray
  - Grand-Couronne
  - Le Grand-Quevilly
  - Lillebonne
  - Londinières
  - Longueville-sur-Scie
  - Maromme
  - Montivilliers
  - Mont-Saint-Aignan
  - Neufchâtel-en-Bray
  - Notre-Dame-de-Bondeville
  - Offranville
  - Ourville-en-Caux
  - Pavilly
  - Le Petit-Quevilly
  - Saint-Étienne-du-Rouvray
  - Saint-Romain-de-Colbosc
  - Saint-Saëns
  - Saint-Valery-en-Caux
  - Tôtes
  - Valmont
  - Yerville
  - Yvetot

## Île-de-France
Paris (75)
- Le département ne comprend qu’un seul arrondissement non subdivisé en cantons (seule la commune est divisée en 20 arrondissements de commune, qui ne correspondent pas non plus aux cantons électoraux appelés ici « secteurs »).

Seine-et-Marne (77)
- Meaux :
  - Nord
  - Sud
- Melun :
  - Nord
  - Sud
- autres cantons :
  - Coulommiers
  - Crécy-la-Chapelle
  - Dammartin-en-Goële
  - Donnemarie-Dontilly
  - La Ferté-sous-Jouarre
  - Lizy-sur-Ourcq
  - Mitry-Mory
  - Rebais
  - Brie-Comte-Robert
  - Le Châtelet-en-Brie
  - Combs-la-Ville
  - Le Mée-sur-Seine
  - Mormant
  - Perthes
  - Rozay-en-Brie
  - Savigny-le-Temple
  - Tournan-en-Brie
  - Bray-sur-Seine
  - Donnemarie-Dontilly
  - La Ferté-Gaucher
  - Montereau-Fault-Yonne
  - Nangis
  - Provins
  - Villiers-Saint-Georges
  - La Chapelle-la-Reine
  - Château-Landon
  - Fontainebleau
  - Lorrez-le-Bocage-Préaux
  - Moret-sur-Loing
  - Nemours
  - Champs-sur-Marne
  - Chelles
  - Claye-Souilly
  - Lagny-sur-Marne
  - Noisiel
  - Pontault-Combault
  - Roissy-en-Brie
  - Thorigny-sur-Marne
  - Torcy
  - Vaires-sur-Marne

Yvelines (78)
- Poissy :
  - Nord
  - Sud
- Saint-Germain-en-Laye :
  - Nord
  - Sud
- Versailles :
  - Nord
  - Nord-Ouest
  - Sud
- autres cantons :
  - Aubergenville
  - Bonnières-sur-Seine
  - Guerville
  - Houdan
  - Limay
  - Mantes-la-Jolie
  - Mantes-la-Ville
  - Meulan
  - Chevreuse
  - Maurepas
  - Montfort-l’Amaury
  - Rambouillet
  - Saint-Arnoult-en-Yvelines
  - Andrésy
  - La Celle-Saint-Cloud
  - Chatou
  - Conflans-Sainte-Honorine
  - Houilles
  - Maisons-Laffitte
  - Marly-le-Roi
  - Le Pecq
  - Saint-Nom-la-Bretèche
  - Sartrouville
  - Triel-sur-Seine
  - Le Vésinet
  - Le Chesnay
  - Montigny-le-Bretonneux
  - Plaisir
  - Saint-Cyr-l’École
  - Trappes
  - Vélizy-Villacoublay
  - Viroflay

Essonne (91)
- Corbeil-Essonnes :
  - Ouest
  - Est
- Évry :
  - Sud
  - Nord
- Massy :
  - Ouest
  - Est
- autres cantons :
  - Arpajon
  - Athis-Mons
  - Bièvres
  - Brétigny-sur-Orge
  - Brunoy
  - Chilly-Mazarin
  - Dourdan
  - Draveil
  - Épinay-sous-Sénart
  - Étampes
  - Étréchy
  - La Ferté-Alais
  - Gif-sur-Yvette
  - Grigny
  - Juvisy-sur-Orge
  - Limours
  - Longjumeau
  - Mennecy
  - Méréville
  - Milly-la-Forêt
  - Montgeron
  - Montlhéry
  - Morsang-sur-Orge
  - Orsay
  - Palaiseau
  - Ris-Orangis
  - Saint-Chéron
  - Saint-Germain-lès-Corbeil
  - Saint-Michel-sur-Orge
  - Sainte-Geneviève-des-Bois
  - Savigny-sur-Orge
  - Les Ulis
  - Vigneux-sur-Seine
  - Villebon-sur-Yvette
  - Viry-Châtillon
  - Yerres

Hauts-de-Seine (92)
- Asnières-sur-Seine :
  - Nord
  - Sud
- Boulogne-Billancourt :
  - Nord-Est
  - Nord-Ouest
  - Sud
- Colombes :
  - Nord-Ouest
  - Sud
  - Nord-Est
- Courbevoie :
  - Nord
  - Sud
- Gennevilliers :
  - Nord
  - Sud
- Issy-les-Moulineaux :
  - Est
  - Ouest
- Levallois-Perret :
  - Nord
  - Sud
- Nanterre :
  - Nord
  - Sud-Est
  - Sud-Ouest
- Neuilly-sur-Seine :
  - Nord
  - Sud
- autres cantons :
  - Antony
  - Bagneux
  - Bois-Colombes
  - Bourg-la-Reine
  - Châtenay-Malabry
  - Châtillon
  - Chaville
  - Clamart
  - Clichy
  - Fontenay-aux-Roses
  - Garches
  - La Garenne-Colombes
  - Malakoff
  - Meudon
  - Montrouge
  - Le Plessis-Robinson
  - Puteaux
  - Rueil-Malmaison
  - Saint-Cloud
  - Sceaux
  - Sèvres
  - Suresnes
  - Vanves
  - Villeneuve-la-Garenne

Seine-Saint-Denis (93)
- Aubervilliers :
  - Est
  - Ouest
- Aulnay-sous-Bois :
  - Nord
  - Sud
- Bondy :
  - Sud-Est
  - Nord-Ouest
- Montreuil :
  - Est
  - Ouest
  - Nord
- Pantin :
  - Est
  - Ouest
- Saint-Denis :
  - Nord-Est
  - Nord-Ouest
  - Sud
- autres cantons :
  - Bagnolet
  - Le Blanc-Mesnil
  - Bobigny
  - Le Bourget
  - La Courneuve
  - Drancy
  - Épinay-sur-Seine
  - Gagny
  - Les Lilas
  - Livry-Gargan
  - Montfermeil
  - Neuilly-Plaisance
  - Neuilly-sur-Marne
  - Noisy-le-Grand
  - Noisy-le-Sec
  - Les Pavillons-sous-Bois
  - Pierrefitte-sur-Seine
  - Le Raincy
  - Romainville
  - Rosny-sous-Bois
  - Saint-Ouen
  - Sevran
  - Stains
  - Tremblay-en-France
  - Villemomble
  - Villepinte

Val-de-Marne (94)
- Alfortville :
  - Nord
  - Sud
- Champigny-sur-Marne :
  - Ouest
  - Est
  - Centre
- Créteil :
  - Nord
  - Sud
  - Ouest
- Fontenay-sous-Bois :
  - Est
  - Ouest
- Ivry-sur-Seine :
  - Est
  - Ouest
- Maisons-Alfort :
  - Nord
  - Sud
- Saint-Maur-des-Fossés :
  - Centre
  - Ouest
  - La Varenne
- Villejuif :
  - Est
  - Ouest
- Vincennes :
  - Ouest
  - Est
- Vitry-sur-Seine :
  - Est
  - Ouest
  - Nord
- autres cantons :
  - Arcueil
  - Boissy-Saint-Léger
  - Bonneuil-sur-Marne
  - Bry-sur-Marne
  - Cachan
  - Charenton-le-Pont
  - Chennevières-sur-Marne
  - Chevilly-Larue
  - Choisy-le-Roi
  - Fresnes
  - L’Haÿ-les-Roses
  - Joinville-le-Pont
  - Le Kremlin-Bicêtre
  - Nogent-sur-Marne
  - Orly
  - Ormesson-sur-Marne
  - Le Perreux-sur-Marne
  - Saint-Mandé
  - Sucy-en-Brie
  - Thiais
  - Valenton
  - Villecresnes
  - Villeneuve-le-Roi
  - Villeneuve-Saint-Georges
  - Villiers-sur-Marne

Val-d’Oise (95)
- Argenteuil :
  - Nord
  - Est
  - Ouest
- Cergy :
  - Nord
  - Sud
- Garges-lès-Gonesse :
  - Ouest
  - Est
- Sarcelles :
  - Nord-Est
  - Sud-Ouest
- autres cantons :
  - Beauchamp
  - Beaumont-sur-Oise
  - Bezons
  - Cormeilles-en-Parisis
  - Domont
  - Écouen
  - Eaubonne
  - Enghien-les-Bains
  - Ermont
  - Franconville
  - Gonesse
  - Goussainville
  - L’Hautil
  - Herblay
  - L’Isle-Adam
  - Luzarches
  - Magny-en-Vexin
  - Marines
  - Montmorency
  - Pontoise
  - Saint-Gratien
  - Saint-Leu-la-Forêt
  - Saint-Ouen-l’Aumône
  - Sannois
  - Soisy-sous-Montmorency
  - Taverny
  - La Vallée-du-Sausseron
  - Viarmes
  - Vigny
  - Villiers-le-Bel

## Languedoc-Roussillon
Aude (11)
- Carcassonne :
  - 1er canton
  - 2e canton-Nord
  - 2e canton-Sud
  - 3e canton
- Narbonne :
  - Est
  - Ouest
  - Sud
- autres cantons :
  - Alaigne
  - Alzonne
  - Axat
  - Belcaire
  - Belpech
  - Capendu
  - Castelnaudary-Nord
  - Castelnaudary-Sud
  - Chalabre
  - Conques-sur-Orbiel
  - Couiza
  - Coursan
  - Durban-Corbières
  - Fanjeaux
  - Ginestas
  - Lagrasse
  - Lézignan-Corbières
  - Limoux
  - Mas-Cabardès
  - Montréal
  - Mouthoumet
  - Peyriac-Minervois
  - Quillan
  - Saint-Hilaire
  - Saissac
  - Salles-sur-l’Hers
  - Sigean
  - Tuchan

Gard (30)
- Alès :
  - Nord-Est
  - Ouest
  - Sud-Est
- Nîmes :
  - 1er canton
  - 2e canton
  - 3e canton
  - 4e canton
  - 5e canton
  - 6e canton
- autres cantons :
  - Aigues-Mortes
  - Alzon
  - Anduze
  - Aramon
  - Bagnols-sur-Cèze
  - Barjac
  - Beaucaire
  - Bessèges
  - Génolhac
  - La Grand-Combe
  - Lasalle
  - Lédignan
  - Lussan
  - Marguerittes
  - Pont-Saint-Esprit
  - Quissac
  - Remoulins
  - Rhôny-Vidourle
  - Roquemaure
  - Saint-Ambroix
  - Saint-André-de-Valborgne
  - Saint-Chaptes
  - Saint-Gilles
  - Saint-Hippolyte-du-Fort
  - Saint-Jean-du-Gard
  - Saint-Mamert-du-Gard
  - Sauve
  - Sommières
  - Sumène
  - Trèves
  - Uzès
  - Valleraugue
  - Vauvert
  - Vézénobres
  - Le Vigan
  - Villeneuve-lès-Avignon
  - La Vistrenque

Hérault (34)
- Béziers :
  - 1er canton
  - 2e canton
  - 3e canton
  - 4e canton
- Montpellier :
  - 1er canton
  - 2e canton
  - 3e canton
  - 4e canton
  - 5e canton
  - 6e canton
  - 7e canton
  - 8e canton
  - 9e canton
  - 10e canton
- Sète :
  - 1er canton
  - 2e canton
- autres cantons :
  - Agde
  - Aniane
  - Bédarieux
  - Capestang
  - Castelnau-le-Lez
  - Castries
  - Le Caylar
  - Claret
  - Clermont-l’Hérault
  - Florensac
  - Frontignan
  - Ganges
  - Gignac
  - Lattes
  - Lodève
  - Lunas
  - Lunel
  - Les Matelles
  - Mauguio
  - Mèze
  - Montagnac
  - Murviel-lès-Béziers
  - Olargues
  - Olonzac
  - Pézenas
  - Pignan
  - Roujan
  - Saint-Chinian
  - Saint-Gervais-sur-Mare
  - Saint-Martin-de-Londres
  - Saint-Pons-de-Thomières
  - La Salvetat-sur-Agout
  - Servian

Lozère (48)
- Mende :
  - Nord
  - Sud
- autres cantons :
  - Aumont-Aubrac
  - Barre-des-Cévennes
  - Le Bleymard
  - La Canourgue
  - Chanac
  - Châteauneuf-de-Randon
  - Florac
  - Fournels
  - Grandrieu
  - Langogne
  - Le Malzieu-Ville
  - Marvejols
  - Le Massegros
  - Meyrueis
  - Nasbinals
  - Le Pont-de-Montvert
  - Saint-Alban-sur-Limagnole
  - Saint-Amans
  - Saint-Chély-d’Apcher
  - Sainte-Enimie
  - Saint-Germain-de-Calberte
  - Saint-Germain-du-Teil
  - Villefort

Pyrénées-Orientales (66)
- Perpignan :
  - 1er canton
  - 2e canton
  - 3e canton
  - 4e canton
  - 5e canton
  - 6e canton
  - 7e canton
  - 8e canton
  - 9e canton
- autres cantons :
  - Argelès-sur-Mer
  - Arles-sur-Tech
  - Canet-en-Roussillon
  - Céret
  - La Côte Radieuse
  - Côte Vermeille
  - Elne
  - Latour-de-France
  - Millas
  - Mont-Louis
  - Olette
  - Prades
  - Prats-de-Mollo-la-Preste
  - Rivesaltes
  - Saillagouse
  - Saint-Estève
  - Saint-Laurent-de-la-Salanque
  - Saint-Paul-de-Fenouillet
  - Sournia
  - Thuir
  - Toulouges
  - Vinça

## Limousin
Corrèze (19)
- Brive-la-Gaillarde :
  - Centre
  - Nord-Est
  - Nord-Ouest
  - Sud-Est
  - Sud-Ouest
- Tulle :
  - Campagne-Nord
  - Campagne-Sud
  - Urbain-Nord
  - Urbain-Sud
- Ussel :
  - Est
  - Ouest
- autres cantons :
  - Argentat
  - Ayen
  - Beaulieu-sur-Dordogne
  - Beynat
  - Bort-les-Orgues
  - Bugeat
  - Corrèze
  - Donzenac
  - Égletons
  - Eygurande
  - Juillac
  - Lapleau
  - Larche
  - Lubersac
  - Malemort-sur-Corrèze
  - Mercœur
  - Meymac
  - Meyssac
  - Neuvic
  - La Roche-Canillac
  - Saint-Privat
  - Seilhac
  - Sornac
  - Treignac
  - Uzerche
  - Vigeois

Creuse (23)
- Guéret :
  - Nord
  - Sud-Est
  - Sud-Ouest
- autres cantons :
  - Ahun
  - Aubusson
  - Auzances
  - Bellegarde-en-Marche
  - Bénévent-l’Abbaye
  - Bonnat
  - Bourganeuf
  - Boussac
  - Chambon-sur-Voueize
  - Châtelus-Malvaleix
  - Chénérailles
  - La Courtine
  - Crocq
  - Dun-le-Palestel
  - Évaux-les-Bains
  - Felletin
  - Gentioux-Pigerolles
  - Le Grand-Bourg
  - Jarnages
  - Pontarion
  - Royère-de-Vassivière
  - La Souterraine
  - Saint-Sulpice-les-Champs
  - Saint-Vaury

Haute-Vienne (87)
- Limoges :
  - La Bastide
  - Beaupuy
  - Carnot
  - Centre
  - Cité
  - Condat
  - Corgnac
  - Couzeix
  - Émailleurs
  - Grand-Treuil
  - Isle
  - Landouge
  - Le Palais
  - Panazol
  - Puy-las-Rodas
  - Vigenal
- Saint-Junien :
  - Est
  - Ouest
- autres cantons :
  - Aixe-sur-Vienne
  - Ambazac
  - Bellac
  - Bessines-sur-Gartempe
  - Châlus
  - Châteauneuf-la-Forêt
  - Châteauponsac
  - Le Dorat
  - Eymoutiers
  - Laurière
  - Magnac-Laval
  - Mézières-sur-Issoire
  - Nantiat
  - Nexon
  - Nieul
  - Oradour-sur-Vayres
  - Pierre-Buffière
  - Rochechouart
  - Saint-Germain-les-Belles
  - Saint-Laurent-sur-Gorre
  - Saint-Léonard-de-Noblat
  - Saint-Mathieu
  - Saint-Sulpice-les-Feuilles
  - Saint-Yrieix-la-Perche

## Lorraine
Meurthe-et-Moselle (54)
- Lunéville :
  - Nord
  - Sud
- Nancy :
  - Est
  - Nord
  - Ouest
  - Sud
- Toul :
  - Nord
  - Sud
- Vandœuvre-lès-Nancy :
  - Est
  - Ouest
- autres cantons :
  - Arracourt
  - Audun-le-Roman
  - Baccarat
  - Badonviller
  - Bayon
  - Blâmont
  - Briey
  - Chambley-Bussières
  - Cirey-sur-Vezouze
  - Colombey-les-Belles
  - Conflans-en-Jarnisy
  - Dieulouard
  - Domèvre-en-Haye
  - Gerbéviller
  - Haroué
  - Herserange
  - Homécourt
  - Jarville-la-Malgrange
  - Laxou
  - Longuyon
  - Longwy
  - Malzéville
  - Mont-Saint-Martin
  - Neuves-Maisons
  - Nomeny
  - Pompey
  - Pont-à-Mousson
  - Saint-Max
  - Saint-Nicolas-de-Port
  - Seichamps
  - Thiaucourt-Regniéville
  - Tomblaine
  - Vézelise
  - Villerupt

Meuse (55)
- Bar-le-Duc :
  - Nord
  - Sud
- Verdun :
  - Centre
  - Est
  - Ouest
- autres cantons :
  - Ancerville
  - Charny-sur-Meuse
  - Clermont-en-Argonne
  - Commercy
  - Damvillers
  - Dun-sur-Meuse
  - Étain
  - Fresnes-en-Woëvre
  - Gondrecourt-le-Château
  - Ligny-en-Barrois
  - Montfaucon-d’Argonne
  - Montiers-sur-Saulx
  - Montmédy
  - Pierrefitte-sur-Aire
  - Revigny-sur-Ornain
  - Saint-Mihiel
  - Souilly
  - Spincourt
  - Stenay
  - Seuil-d’Argonne
  - Varennes-en-Argonne
  - Vaubecourt
  - Vaucouleurs
  - Vavincourt
  - Vigneulles-lès-Hattonchâtel
  - Void-Vacon

Moselle (57)
- Metz-Ville :
  - 1er canton
  - 2e canton
  - 3e canton
  - 4e canton
- Saint-Avold :
  - 1er canton
  - 2e canton
- Thionville :
  - Est
  - Ouest
- autres cantons :
  - Albestroff
  - Algrange
  - Ars-sur-Moselle
  - Behren-lès-Forbach
  - Bitche
  - Boulay-Moselle
  - Bouzonville
  - Cattenom
  - Château-Salins
  - Delme
  - Dieuze
  - Fameck
  - Faulquemont
  - Fénétrange
  - Florange
  - Fontoy
  - Forbach
  - Freyming-Merlebach
  - Grostenquin
  - Hayange
  - Lorquin
  - Maizières-lès-Metz
  - Marange-Silvange
  - Metzervisse
  - Montigny-lès-Metz
  - Moyeuvre-Grande
  - Pange
  - Phalsbourg
  - Réchicourt-le-Château
  - Rohrbach-lès-Bitche
  - Rombas
  - Sarralbe
  - Sarrebourg
  - Sarreguemines
  - Sarreguemines-Campagne
  - Sierck-les-Bains
  - Stiring-Wendel
  - Verny
  - Vic-sur-Seille
  - Vigy
  - Volmunster
  - Woippy
  - Yutz

Vosges (88)
- Épinal :
  - Est
  - Ouest
- Saint-Dié-des-Vosges :
  - Est
  - Ouest
- autres cantons :
  - Bains-les-Bains
  - Brouvelieures
  - Bruyères
  - Bulgnéville
  - Charmes
  - Châtel-sur-Moselle
  - Châtenois
  - Corcieux
  - Coussey
  - Darney
  - Dompaire
  - Fraize
  - Gérardmer
  - Lamarche
  - Mirecourt
  - Monthureux-sur-Saône
  - Neufchâteau
  - Plombières-les-Bains
  - Provenchères-sur-Fave
  - Rambervillers
  - Raon-l’Étape
  - Remiremont
  - Saulxures-sur-Moselotte
  - Senones
  - Le Thillot
  - Vittel
  - Xertigny

## Midi-Pyrénées
Ariège (09)
- Foix :
  - Ville
  - Rural
- Pamiers :
  - Est
  - Ouest
- autres cantons :
  - Ax-les-Thermes
  - La Bastide-de-Sérou
  - Les Cabannes
  - Castillon-en-Couserans
  - Le Fossat
  - Lavelanet
  - Le Mas-d’Azil
  - Massat
  - Mirepoix
  - Oust
  - Quérigut
  - Sainte-Croix-Volvestre
  - Saint-Girons
  - Saint-Lizier
  - Saverdun
  - Tarascon-sur-Ariège
  - Varilhes
  - Vicdessos

Aveyron (12)
- Millau :
  - Est
  - Ouest
- Rodez :
  - Est
  - Nord
  - Ouest
- autres cantons :
  - Aubin
  - Belmont-sur-Rance
  - Bozouls
  - Camarès
  - Campagnac
  - Capdenac-Gare
  - Baraqueville-Sauveterre
  - Cassagnes-Bégonhès
  - Conques
  - Cornus
  - Decazeville
  - Entraygues-sur-Truyère
  - Espalion
  - Estaing
  - Laguiole
  - Laissac
  - Marcillac-Vallon
  - Montbazens
  - Mur-de-Barrez
  - Najac
  - Nant
  - Naucelle
  - Peyreleau
  - Pont-de-Salars
  - Réquista
  - Rieupeyroux
  - Rignac
  - Saint-Affrique
  - Saint-Amans-des-Cots
  - Saint-Beauzély
  - Saint-Chély-d’Aubrac
  - Sainte-Geneviève-sur-Argence
  - Saint-Geniez-d’Olt
  - Saint-Rome-de-Tarn
  - Saint-Sernin-sur-Rance
  - Salles-Curan
  - Salvetat-Peyralès
  - Sévérac-le-Château
  - Vézins-de-Lévézou
  - Villefranche-de-Rouergue
  - Villeneuve

Haute-Garonne (31)
- Toulouse :
  - 1er canton
  - 2e canton
  - 3e canton
  - 4e canton
  - 5e canton
  - 6e canton
  - 7e canton
  - 8e canton
  - 9e canton
  - 10e canton
  - 11e canton
  - 12e canton
  - 13e canton
  - 14e canton
  - 15e canton
- autres cantons :
  - Aspet
  - Aurignac
  - Auterive
  - Bagnères-de-Luchon
  - Barbazan
  - Blagnac
  - Boulogne-sur-Gesse
  - Cadours
  - Caraman
  - Carbonne
  - Castanet-Tolosan
  - Cazères
  - Cintegabelle
  - Le Fousseret
  - Fronton
  - Grenade
  - L’Isle-en-Dodon
  - Lanta
  - Léguevin
  - Montastruc-la-Conseillère
  - Montesquieu-Volvestre
  - Montgiscard
  - Montréjeau
  - Muret
  - Nailloux
  - Portet-sur-Garonne
  - Revel
  - Rieumes
  - Rieux
  - Saint-Béat
  - Saint-Gaudens
  - Saint-Lys
  - Saint-Martory
  - Salies-du-Salat
  - Tournefeuille
  - Verfeil
  - Villefranche-de-Lauragais
  - Villemur-sur-Tarn

Gers (32)
- Auch :
  - Nord-Est
  - Nord-Ouest
  - Sud-Est-Seissan
  - Sud-Ouest
- autres cantons :
  - Aignan
  - Cazaubon
  - Cologne
  - Condom
  - Eauze
  - Fleurance
  - Gimont
  - L’Isle-Jourdain
  - Jegun
  - Lectoure
  - Lombez
  - Marciac
  - Masseube
  - Mauvezin
  - Miélan
  - Miradoux
  - Mirande
  - Montesquiou
  - Montréal
  - Nogaro
  - Plaisance
  - Riscle
  - Saint-Clar
  - Samatan
  - Saramon
  - Valence-sur-Baïse
  - Vic-Fezensac

Lot (46)
- Cahors :
  - Nord-Est
  - Nord-Ouest
  - Sud
- Figeac :
  - Est
  - Ouest
- autres cantons :
  - Bretenoux
  - Cajarc
  - Castelnau-Montratier
  - Catus
  - Cazals
  - Gourdon
  - Gramat
  - Labastide-Murat
  - Lacapelle-Marival
  - Lalbenque
  - Latronquière
  - Lauzès
  - Limogne-en-Quercy
  - Livernon
  - Luzech
  - Martel
  - Montcuq
  - Payrac
  - Puy-l’Évêque
  - Saint-Céré
  - Saint-Germain-du-Bel-Air
  - Saint-Géry
  - Salviac
  - Souillac
  - Sousceyrac
  - Vayrac

Hautes-Pyrénées (65)
- Lourdes :
  - Est
  - Ouest
- Tarbes :
  - 1er canton
  - 2e canton
  - 3e canton
  - 4e canton
  - 5e canton
- autres cantons :
  - Argelès-Gazost
  - Arreau
  - Aucun
  - Aureilhan
  - Bagnères-de-Bigorre
  - La Barthe-de-Neste
  - Bordères-Louron
  - Bordères-sur-l’Échez
  - Campan
  - Castelnau-Magnoac
  - Castelnau-Rivière-Basse
  - Galan
  - Laloubère
  - Lannemezan
  - Luz-Saint-Sauveur
  - Maubourguet
  - Mauléon-Barousse
  - Ossun
  - Pouyastruc
  - Rabastens-de-Bigorre
  - Saint-Laurent-de-Neste
  - Saint-Pé-de-Bigorre
  - Séméac
  - Tournay
  - Trie-sur-Baïse
  - Vic-en-Bigorre
  - Vielle-Aure

Tarn (81)
- Albi :
  - Centre
  - Est
  - Nord-Est
  - Nord-Ouest
  - Ouest
  - Sud
- Carmaux :
  - Nord
  - Sud
- Castres :
  - Est
  - Nord
  - Ouest
  - Sud
- Mazamet :
  - Nord-Est
  - Sud-Ouest
- autres cantons :
  - Alban
  - Anglès
  - Brassac
  - Cadalen
  - Castelnau-de-Montmiral
  - Cordes-sur-Ciel
  - Cuq-Toulza
  - Dourgne
  - Gaillac
  - Graulhet
  - Labruguière
  - Lacaune
  - Lautrec
  - Lavaur
  - Lisle-sur-Tarn
  - Monestiés
  - Montredon-Labessonnié
  - Murat-sur-Vèbre
  - Pampelonne
  - Puylaurens
  - Rabastens
  - Réalmont
  - Roquecourbe
  - Saint-Amans-Soult
  - Saint-Paul-Cap-de-Joux
  - Salvagnac
  - Vabre
  - Valderiès
  - Valence-d’Albigeois
  - Vaour
  - Vielmur-sur-Agout
  - Villefranche-d’Albigeois

Tarn-et-Garonne (82)
- Castelsarrasin :
  - 1er canton
  - 2e canton
- Moissac :
  - 1er canton
  - 2e canton
- Montauban :
  - 1er canton
  - 2e canton
  - 3e canton
  - 4e canton
  - 5e canton
  - 6e canton
- autres cantons :
  - Auvillar
  - Beaumont-de-Lomagne
  - Bourg-de-Visa
  - Caussade
  - Caylus
  - Grisolles
  - Lafrançaise
  - Lauzerte
  - Lavit
  - Molières
  - Monclar-de-Quercy
  - Montaigu-de-Quercy
  - Montech
  - Montpezat-de-Quercy
  - Nègrepelisse
  - Saint-Antonin-Noble-Val
  - Saint-Nicolas-de-la-Grave
  - Valence
  - Verdun-sur-Garonne
  - Villebrumier

## Nord-Pas-de-Calais
Nord (59)
- Avesnes-sur-Helpe :
  - Nord
  - Sud
- Bailleul :
  - Nord-Est
  - Sud-Ouest
- Cambrai :
  - Est
  - Ouest
- Douai :
  - Nord
  - Nord-Est
  - Sud
  - Sud-Ouest
- Dunkerque :
  - Est
  - Ouest
- Hazebrouck :
  - Nord
  - Sud
- Lille :
  - Centre
  - Est
  - Nord
  - Nord-Est
  - Ouest
  - Sud
  - Sud-Est
  - Sud-Ouest
- Maubeuge :
  - Nord
  - Sud
- Le Quesnoy :
  - Est
  - Ouest
- Roubaix :
  - Centre
  - Est
  - Nord
  - Ouest
- Saint-Amand-les-Eaux :
  - Rive droite
  - Rive gauche
- Seclin :
  - Nord
  - Sud
- Tourcoing :
  - Nord
  - Nord-Est
  - Sud
- Valenciennes :
  - Est
  - Nord
  - Sud
- Villeneuve-d’Ascq :
  - Nord
  - Sud
- autres cantons :
  - Anzin
  - Arleux
  - Armentières
  - La Bassée
  - Bavay
  - Bergues
  - Berlaimont
  - Bouchain
  - Bourbourg
  - Carnières
  - Cassel
  - Le Cateau-Cambrésis
  - Clary
  - Condé-sur-l’Escaut
  - Coudekerque-Branche
  - Cysoing
  - Denain
  - Grande-Synthe
  - Gravelines
  - Haubourdin
  - Hautmont
  - Hondschoote
  - Landrecies
  - Lannoy
  - Lomme
  - Marchiennes
  - Marcoing
  - Marcq-en-Barœul
  - Merville
  - Orchies
  - Pont-à-Marcq
  - Quesnoy-sur-Deûle
  - Solesmes
  - Solre-le-Château
  - Steenvoorde
  - Trélon
  - Wormhout

Pas-de-Calais (62)
- Arras :
  - Nord
  - Ouest
  - Sud
- Béthune :
  - Est
  - Nord
  - Sud
- Boulogne-sur-Mer :
  - Nord-Est
  - Nord-Ouest
  - Sud
- Calais :
  - Centre
  - Est
  - Nord-Ouest
  - Sud-Est
- Lens :
  - Est
  - Nord-Est
  - Nord-Ouest
- Liévin :
  - Nord
  - Sud
- Saint-Omer :
  - Nord
  - Sud
- autres cantons :
  - Aire-sur-la-Lys
  - Ardres
  - Arques
  - Aubigny-en-Artois
  - Auchel
  - Audruicq
  - Auxi-le-Château
  - Avesnes-le-Comte
  - Avion
  - Bapaume
  - Barlin
  - Beaumetz-lès-Loges
  - Berck
  - Bertincourt
  - Bruay-la-Buissière
  - Bully-les-Mines
  - Cambrin
  - Campagne-lès-Hesdin
  - Carvin
  - Courrières
  - Croisilles
  - Dainville
  - Desvres
  - Divion
  - Douvrin
  - Étaples
  - Fauquembergues
  - Fruges
  - Guînes
  - Harnes
  - Hénin-Beaumont
  - Hesdin
  - Heuchin
  - Houdain
  - Hucqueliers
  - Laventie
  - Leforest
  - Lillers
  - Lumbres
  - Marquion
  - Marquise
  - Montigny-en-Gohelle
  - Montreuil
  - Nœux-les-Mines
  - Norrent-Fontes
  - Noyelles-sous-Lens
  - Outreau
  - Le Parcq
  - Pas-en-Artois
  - Le Portel
  - Rouvroy
  - Sains-en-Gohelle
  - Saint-Pol-sur-Ternoise
  - Samer
  - Vimy
  - Vitry-en-Artois
  - Wingles

## Pays de la Loire
Loire-Atlantique (44)
- Nantes :
  - 1er canton
  - 2e canton
  - 3e canton
  - 4e canton
  - 5e canton
  - 6e canton
  - 7e canton
  - 8e canton
  - 9e canton
  - 10e canton
  - 11e canton
- Saint-Herblain :
  - Est
  - Ouest-Indre
- Saint-Nazaire :
  - Centre
  - Est
  - Ouest
- autres cantons :
  - Aigrefeuille-sur-Maine
  - Ancenis
  - La Baule-Escoublac
  - Blain
  - Bouaye
  - Bourgneuf-en-Retz
  - Carquefou
  - La Chapelle-sur-Erdre
  - Châteaubriant
  - Clisson
  - Le Croisic
  - Derval
  - Guémené-Penfao
  - Guérande
  - Herbignac
  - Legé
  - Ligné
  - Le Loroux-Bottereau
  - Machecoul
  - Moisdon-la-Rivière
  - Montoir-de-Bretagne
  - Nort-sur-Erdre
  - Nozay
  - Orvault
  - Paimbœuf
  - Le Pellerin
  - Pontchâteau
  - Pornic
  - Rezé
  - Riaillé
  - Rougé
  - Saint-Étienne-de-Montluc
  - Saint-Gildas-des-Bois
  - Saint-Julien-de-Vouvantes
  - Saint-Mars-la-Jaille
  - Saint-Nicolas-de-Redon
  - Saint-Père-en-Retz
  - Saint-Philbert-de-Grand-Lieu
  - Savenay
  - Vallet
  - Varades
  - Vertou
  - Vertou-Vignoble

Maine-et-Loire (49)
- Angers :
  - Centre
  - Est
  - Nord
  - Nord-Est
  - Nord-Ouest
  - Ouest
  - Sud
  - Trélazé
- Cholet :
  - 1er canton
  - 2e canton
  - 3e canton
- Saumur :
  - Nord
  - Sud
- autres cantons :
  - Allonnes
  - Baugé
  - Beaufort-en-Vallée
  - Beaupréau
  - Candé
  - Chalonnes-sur-Loire
  - Champtoceaux
  - Châteauneuf-sur-Sarthe
  - Chemillé
  - Doué-la-Fontaine
  - Durtal
  - Gennes
  - Le Lion-d’Angers
  - Longué-Jumelles
  - Le Louroux-Béconnais
  - Montfaucon-Montigné
  - Montreuil-Bellay
  - Montrevault
  - Noyant
  - Les Ponts-de-Cé
  - Pouancé
  - Saint-Florent-le-Vieil
  - Saint-Georges-sur-Loire
  - Segré
  - Seiches-sur-le-Loir
  - Thouarcé
  - Tiercé
  - Vihiers

Mayenne (53)
- Château-Gontier :
  - Est
  - Ouest
- Laval :
  - Est
  - Nord-Est
  - Nord-Ouest
  - Saint-Nicolas
  - Sud-Ouest
- Mayenne :
  - Est
  - Ouest
- autres cantons :
  - Ambrières-les-Vallées
  - Argentré
  - Bais
  - Bierné
  - Chailland
  - Cossé-le-Vivien
  - Couptrain
  - Craon
  - Ernée
  - Évron
  - Gorron
  - Grez-en-Bouère
  - Le Horps
  - Landivy
  - Lassay-les-Châteaux
  - Loiron
  - Meslay-du-Maine
  - Montsûrs
  - Pré-en-Pail
  - Saint-Aignan-sur-Roë
  - Saint-Berthevin
  - Sainte-Suzanne
  - Villaines-la-Juhel

Sarthe (72)
- Le Mans :
  - Centre
  - Est-Campagne
  - Nord-Campagne
  - Nord-Ouest
  - Nord-Ville
  - Ouest
  - Sud-Est
  - Sud-Ouest
  - Ville-Est
- autres cantons :
  - Allonnes
  - Ballon
  - Beaumont-sur-Sarthe
  - Bonnétable
  - Bouloire
  - Brûlon
  - La Chartre-sur-le-Loir
  - Château-du-Loir
  - Conlie
  - Écommoy
  - La Ferté-Bernard
  - La Fresnaye-sur-Chédouet
  - Fresnay-sur-Sarthe
  - Le Grand-Lucé
  - La Flèche
  - Loué
  - Le Lude
  - Malicorne-sur-Sarthe
  - Mamers
  - Marolles-les-Braults
  - Mayet
  - Montmirail
  - Montfort-le-Gesnois
  - Pontvallain
  - Sablé-sur-Sarthe
  - Saint-Calais
  - Saint-Paterne
  - Sillé-le-Guillaume
  - La Suze-sur-Sarthe
  - Tuffé
  - Vibraye

Vendée (85)
- La Roche-sur-Yon :
  - Nord
  - Sud
- autres cantons :
  - Beauvoir-sur-Mer
  - Chaillé-les-Marais
  - Challans
  - Chantonnay
  - La Châtaigneraie
  - Les Essarts
  - Fontenay-le-Comte
  - Les Herbiers
  - L’Hermenault
  - L’Île-d’Yeu
  - Luçon
  - Maillezais
  - Mareuil-sur-Lay-Dissais
  - Montaigu
  - Mortagne-sur-Sèvre
  - La Mothe-Achard
  - Moutiers-les-Mauxfaits
  - Noirmoutier-en-l’Île
  - Palluau
  - Le Poiré-sur-Vie
  - Pouzauges
  - Rocheservière
  - Les Sables-d’Olonne
  - Saint-Fulgent
  - Saint-Gilles-Croix-de-Vie
  - Sainte-Hermine
  - Saint-Hilaire-des-Loges
  - Saint-Jean-de-Monts
  - Talmont-Saint-Hilaire

## Picardie
Aisne (02)
- Laon :
  - Nord
  - Sud
- Saint-Quentin :
  - Centre
  - Nord
  - Sud
- Soissons :
  - Nord
  - Sud
- autres cantons :
  - Anizy-le-Château
  - Aubenton
  - Bohain-en-Vermandois
  - Braine
  - La Capelle
  - Le Catelet
  - Charly-sur-Marne
  - Château-Thierry
  - Chauny
  - Condé-en-Brie
  - Coucy-le-Château-Auffrique
  - Craonne
  - Crécy-sur-Serre
  - La Fère
  - Fère-en-Tardenois
  - Guise
  - Hirson
  - Marle
  - Moÿ-de-l’Aisne
  - Neufchâtel-sur-Aisne
  - Neuilly-Saint-Front
  - Le Nouvion-en-Thiérache
  - Oulchy-le-Château
  - Ribemont
  - Rozoy-sur-Serre
  - Sains-Richaumont
  - Saint-Simon
  - Sissonne
  - Tergnier
  - Vailly-sur-Aisne
  - Vermand
  - Vervins
  - Vic-sur-Aisne
  - Villers-Cotterêts
  - Wassigny

Oise (60)
- Beauvais :
  - Nord-Est
  - Nord-Ouest
  - Sud-Ouest
- Compiègne :
  - Nord
  - Sud-Est
  - Sud-Ouest
- autres cantons :
  - Attichy
  - Auneuil
  - Betz
  - Breteuil
  - Chantilly
  - Chaumont-en-Vexin
  - Clermont
  - Le Coudray-Saint-Germer
  - Creil-Nogent-sur-Oise
  - Creil-Sud
  - Crépy-en-Valois
  - Crèvecœur-le-Grand
  - Estrées-Saint-Denis
  - Formerie
  - Froissy
  - Grandvilliers
  - Guiscard
  - Lassigny
  - Liancourt
  - Maignelay-Montigny
  - Marseille-en-Beauvaisis
  - Méru
  - Montataire
  - Mouy
  - Nanteuil-le-Haudouin
  - Neuilly-en-Thelle
  - Nivillers
  - Noailles
  - Noyon
  - Pont-Sainte-Maxence
  - Ressons-sur-Matz
  - Ribécourt-Dreslincourt
  - Saint-Just-en-Chaussée
  - Senlis
  - Songeons

Somme (80)
- Abbeville :
  - Nord
  - Sud
- Amiens :
  - 1er (Ouest)
  - 2e (Nord-Ouest)
  - 3e (Nord-Est)
  - 4e (Est)
  - 5e (Sud-Est)
  - 6e (Sud)
  - 7e (Sud-Ouest)
  - 8e (Nord)
- autres cantons :
  - Acheux-en-Amiénois
  - Ailly-le-Haut-Clocher
  - Ailly-sur-Noye
  - Albert
  - Ault
  - Bernaville
  - Boves
  - Bray-sur-Somme
  - Chaulnes
  - Combles
  - Conty
  - Corbie
  - Crécy-en-Ponthieu
  - Domart-en-Ponthieu
  - Doullens
  - Friville-Escarbotin
  - Gamaches
  - Hallencourt
  - Ham
  - Hornoy-le-Bourg
  - Molliens-Dreuil
  - Montdidier
  - Moreuil
  - Moyenneville
  - Nesle
  - Nouvion
  - Oisemont
  - Péronne
  - Picquigny
  - Poix-de-Picardie
  - Roisel
  - Rosières-en-Santerre
  - Roye
  - Rue
  - Saint-Valery-sur-Somme
  - Villers-Bocage

## Poitou-Charentes
Charente (16)
- Angoulême :
  - Est
  - Nord
  - Ouest
- Cognac :
  - Nord
  - Sud
- Confolens :
  - Nord
  - Sud
- autres cantons :
  - Aigre
  - Aubeterre-sur-Dronne
  - Baignes-Sainte-Radegonde
  - Barbezieux-Saint-Hilaire
  - Blanzac-Porcheresse
  - Brossac
  - Chabanais
  - Chalais
  - Champagne-Mouton
  - Châteauneuf-sur-Charente
  - La Couronne
  - Gond-Pontouvre
  - Hiersac
  - Jarnac
  - Mansle
  - Montbron
  - Montembœuf
  - Montmoreau-Saint-Cybard
  - La Rochefoucauld
  - Rouillac
  - Ruelle-sur-Touvre
  - Ruffec
  - Saint-Amant-de-Boixe
  - Saint-Claud
  - Segonzac
  - Soyaux
  - Villebois-Lavalette
  - Villefagnan

Charente-Maritime (17)
- Rochefort :
  - Centre
  - Nord
  - Sud
- La Rochelle :
  - 1er canton
  - 2e canton
  - 3e canton
  - 4e canton
  - 5e canton
  - 6e canton
  - 7e canton
  - 8e canton
  - 9e canton
- Royan :
  - Est
  - Ouest
- Saintes :
  - Est
  - Nord
  - Ouest
- autres cantons :
  - Aigrefeuille-d’Aunis
  - Archiac
  - Ars-en-Ré
  - Aulnay
  - Aytré
  - Burie
  - Le Château-d’Oléron
  - Courçon
  - Cozes
  - Gémozac
  - La Jarrie
  - Jonzac
  - Loulay
  - Marans
  - Marennes
  - Matha
  - Mirambeau
  - Montendre
  - Montguyon
  - Montlieu-la-Garde
  - Pons
  - Saint-Agnant
  - Saint-Genis-de-Saintonge
  - Saint-Hilaire-de-Villefranche
  - Saint-Jean-d’Angély
  - Saint-Martin-de-Ré
  - Saint-Pierre-d’Oléron
  - Saint-Porchaire
  - Saint-Savinien
  - Saujon
  - Surgères
  - Tonnay-Boutonne
  - Tonnay-Charente
  - La Tremblade

Deux-Sèvres (79)
- Niort :
  - Est
  - Nord
  - Ouest
- Saint-Maixent-l’École :
  - 1er canton
  - 2e canton
- Thouars :
  - 1er canton
  - 2e canton
- autres cantons :
  - Airvault
  - Argenton-les-Vallées
  - Beauvoir-sur-Niort
  - Bressuire
  - Brioux-sur-Boutonne
  - Celles-sur-Belle
  - Cerizay
  - Champdeniers-Saint-Denis
  - Mauléon
  - Chef-Boutonne
  - Coulonges-sur-l’Autize
  - Frontenay-Rohan-Rohan
  - Lezay
  - Mauzé-sur-le-Mignon
  - Mazières-en-Gâtine
  - Melle
  - Ménigoute
  - Moncoutant
  - La Mothe-Saint-Héray
  - Parthenay
  - Prahecq
  - Saint-Loup-Lamairé
  - Saint-Varent
  - Sauzé-Vaussais
  - Secondigny
  - Thénezay

Vienne (86)
- Châtellerault :
  - Nord
  - Ouest
  - Sud
- Poitiers :
  - 1er canton
  - 2e canton
  - 3e canton
  - 4e canton
  - 5e canton
  - 6e canton
  - 7e canton
- autres cantons :
  - Availles-Limouzine
  - Charroux
  - Chauvigny
  - Civray
  - Couhé
  - Dangé-Saint-Romain
  - Gençay
  - L’Isle-Jourdain
  - Lencloître
  - Loudun
  - Lusignan
  - Lussac-les-Châteaux
  - Mirebeau
  - Moncontour
  - Montmorillon
  - Monts-sur-Guesnes
  - Neuville-de-Poitou
  - Pleumartin
  - Saint-Georges-lès-Baillargeaux
  - Saint-Gervais-les-Trois-Clochers
  - Saint-Julien-l’Ars
  - Saint-Savin
  - La Trimouille
  - Les Trois-Moutiers
  - La Villedieu-du-Clain
  - Vivonne
  - Vouillé
  - Vouneuil-sur-Vienne

## Provence-Alpes-Côte d’Azur
Alpes-de-Haute-Provence (04)
- Digne-les-Bains :
  - Est
  - Ouest
- Manosque :
  - Nord
  - Sud-Est
  - Sud-Ouest
- autres cantons :
  - Allos-Colmars
  - Annot
  - Banon
  - Barcelonnette
  - Barrême
  - Castellane
  - Entrevaux
  - Forcalquier
  - La Javie
  - Le Lauzet-Ubaye
  - Les Mées
  - Mézel
  - La Motte-du-Caire
  - Moustiers-Sainte-Marie
  - Noyers-sur-Jabron
  - Peyruis
  - Reillanne
  - Riez
  - Saint-André-les-Alpes
  - Saint-Étienne-les-Orgues
  - Seyne
  - Sisteron
  - Turriers
  - Valensole
  - Volonne

Hautes-Alpes (05)
- Briançon :
  - Nord
  - Sud
- Gap :
  - Campagne
  - Centre
  - Nord-Est
  - Nord-Ouest
  - Sud-Est
  - Sud-Ouest
- autres cantons :
  - Aiguilles
  - L’Argentière-la-Bessée
  - Aspres-sur-Buëch
  - Barcillonnette
  - La Bâtie-Neuve
  - Chorges
  - Embrun
  - La Grave
  - Guillestre
  - Laragne-Montéglin
  - Le Monêtier-les-Bains
  - Orcières
  - Orpierre
  - Ribiers
  - Rosans
  - Saint-Bonnet-en-Champsaur
  - Saint-Étienne-en-Dévoluy
  - Saint-Firmin
  - Savines-le-Lac
  - Serres
  - Tallard
  - Veynes

Alpes-Maritimes (06)
- Antibes :
  - Biot
  - Centre
- Cagnes-sur-Mer :
  - Centre
  - Ouest
- Cannes :
  - Centre
  - Est
- Grasse :
  - Nord
  - Sud
- Menton :
  - Est
  - Ouest
- Nice :
  - 1er canton
  - 2e canton
  - 3e canton
  - 4e canton
  - 5e canton
  - 6e canton
  - 7e canton
  - 8e canton
  - 9e canton
  - 10e canton
  - 11e canton
  - 12e canton
  - 13e canton
  - 14e canton
- autres cantons :
  - Le Bar-sur-Loup
  - Beausoleil
  - Breil-sur-Roya
  - Le Cannet
  - Carros
  - Contes
  - Coursegoules
  - L’Escarène
  - Guillaumes
  - Lantosque
  - Levens
  - Mandelieu-Cannes-Ouest
  - Mougins
  - Puget-Théniers
  - Roquebillière
  - Roquesteron
  - Saint-Auban
  - Saint-Étienne-de-Tinée
  - Saint-Laurent-du-Var-Cagnes-sur-Mer-Est
  - Saint-Martin-Vésubie
  - Saint-Sauveur-sur-Tinée
  - Saint-Vallier-de-Thiey
  - Sospel
  - Tende
  - Vallauris-Antibes-Ouest
  - Vence
  - Villars-sur-Var
  - Villefranche-sur-Mer

Bouches-du-Rhône (13)
- Aix-en-Provence :
  - Centre
  - Nord-Est
  - Sud-Ouest
- Arles :
  - Est
  - Ouest
- Aubagne :
  - Est
  - Ouest
- Istres :
  - Nord
  - Sud
- Marseille :
  - Belsunce
  - La Belle-de-Mai
  - La Blancarde
  - Le Camas
  - La Capelette
  - Les Cinq-Avenues
  - Les Grands-Carmes
  - Mazargues
  - Montolivet
  - Notre-Dame-du-Mont
  - Notre-Dame-Limite
  - Les Olives
  - La Pointe-Rouge
  - La Pomme
  - La Rose
  - Saint-Barthélemy
  - Sainte-Marguerite
  - Saint-Giniez
  - Saint-Just
  - Saint-Lambert
  - Saint-Marcel
  - Saint-Mauront
  - Les Trois Lucs
  - Vauban
  - Verduron
- Martigues :
  - Est
  - Ouest
- autres cantons :
  - Allauch
  - Berre-l’Étang
  - Châteauneuf-Côte-Bleue
  - Châteaurenard
  - La Ciotat
  - Eyguières
  - Gardanne
  - Lambesc
  - Marignane
  - Orgon
  - Pélissanne
  - Les Pennes-Mirabeau
  - Peyrolles-en-Provence
  - Port-Saint-Louis-du-Rhône
  - Roquevaire
  - Saintes-Maries-de-la-Mer
  - Saint-Rémy-de-Provence
  - Salon-de-Provence
  - Tarascon
  - Trets
  - Vitrolles

Var (83)
- Hyères :
  - Est
  - Ouest
- Toulon :
  - 1er canton
  - 2e canton
  - 3e canton
  - 4e canton
  - 5e canton
  - 6e canton
  - 7e canton
  - 8e canton
  - 9e canton
- autres cantons :
  - Aups
  - Barjols
  - Le Beausset
  - Besse-sur-Issole
  - Brignoles
  - Callas
  - Collobrières
  - Comps-sur-Artuby
  - Cotignac
  - La Crau
  - Cuers
  - Draguignan
  - Fayence
  - Fréjus
  - La Garde
  - Grimaud
  - Lorgues
  - Le Luc
  - Le Muy
  - Ollioules
  - Rians
  - La Roquebrussanne
  - Saint-Mandrier-sur-Mer
  - Saint-Maximin-la-Sainte-Baume
  - Saint-Raphaël
  - Saint-Tropez
  - Salernes
  - La Seyne-sur-Mer
  - Six-Fours-les-Plages
  - Solliès-Pont
  - Tavernes
  - La Valette-du-Var

Vaucluse (84)
- Avignon :
  - Est
  - Nord
  - Ouest
  - Sud
- Carpentras :
  - Nord
  - Sud
- Orange :
  - Est
  - Ouest
- autres cantons :
  - Apt
  - Beaumes-de-Venise
  - Bédarrides
  - Bollène
  - Bonnieux
  - Cadenet
  - Cavaillon
  - Gordes
  - L’Isle-sur-la-Sorgue
  - Malaucène
  - Mormoiron
  - Pernes-les-Fontaines
  - Pertuis
  - Sault
  - Vaison-la-Romaine
  - Valréas

## Rhône-Alpes
Ain (01)
- Bourg-en-Bresse :
  - Est
  - Nord-Centre
  - Sud
- Oyonnax :
  - Nord
  - Sud
- autres cantons :
  - Ambérieu-en-Bugey
  - Bâgé-le-Châtel
  - Bellegarde-sur-Valserine
  - Belley
  - Brénod
  - Ceyzériat
  - Chalamont
  - Champagne-en-Valromey
  - Châtillon-sur-Chalaronne
  - Coligny
  - Collonges
  - Ferney-Voltaire
  - Gex
  - Hauteville-Lompnes
  - Izernore
  - Lagnieu
  - Lhuis
  - Meximieux
  - Miribel
  - Montluel
  - Montrevel-en-Bresse
  - Nantua
  - Péronnas
  - Poncin
  - Pont-d’Ain
  - Pont-de-Vaux
  - Pont-de-Veyle
  - Reyrieux
  - Saint-Rambert-en-Bugey
  - Saint-Trivier-de-Courtes
  - Saint-Trivier-sur-Moignans
  - Seyssel
  - Thoissey
  - Treffort-Cuisiat
  - Trévoux
  - Villars-les-Dombes
  - Viriat
  - Virieu-le-Grand

Ardèche (07)
- Annonay :
  - Nord
  - Sud
- autres cantons :
  - Antraigues-sur-Volane
  - Aubenas
  - Bourg-Saint-Andéol
  - Burzet
  - Le Cheylard
  - Chomérac
  - Coucouron
  - Joyeuse
  - Lamastre
  - Largentière
  - Montpezat-sous-Bauzon
  - Privas
  - Rochemaure
  - Saint-Agrève
  - Saint-Étienne-de-Lugdarès
  - Saint-Félicien
  - Saint-Martin-de-Valamas
  - Saint-Péray
  - Saint-Pierreville
  - Satillieu
  - Serrières
  - Thueyts
  - Tournon-sur-Rhône
  - Valgorge
  - Vallon-Pont-d’Arc
  - Vals-les-Bains
  - Les Vans
  - Vernoux-en-Vivarais
  - Villeneuve-de-Berg
  - Viviers
  - La Voulte-sur-Rhône

Drôme (26)
- Crest :
  - Nord
  - Sud
- Montélimar :
  - 1er canton
  - 2e canton
- Romans-sur-Isère :
  - 1er canton
  - 2e canton
- Valence :
  - 1er canton
  - 2e canton
  - 3e canton
  - 4e canton
- autres cantons :
  - Bourdeaux
  - Bourg-de-Péage
  - Bourg-lès-Valence
  - Buis-les-Baronnies
  - Chabeuil
  - La Chapelle-en-Vercors
  - Châtillon-en-Diois
  - Die
  - Dieulefit
  - Le Grand-Serre
  - Grignan
  - Loriol-sur-Drôme
  - Luc-en-Diois
  - Marsanne
  - La Motte-Chalancon
  - Nyons
  - Pierrelatte
  - Portes-lès-Valence
  - Rémuzat
  - Saillans
  - Saint-Donat-sur-l’Herbasse
  - Saint-Jean-en-Royans
  - Saint-Paul-Trois-Châteaux
  - Saint-Vallier
  - Séderon
  - Tain-l’Hermitage

Isère (38)
- Bourgoin-Jallieu :
  - Nord
  - Sud
- Échirolles :
  - Est
  - Ouest
- Grenoble :
  - 1er canton
  - 2e canton
  - 3e canton
  - 4e canton
  - 5e canton
  - 6e canton
- Saint-Martin-d’Hères :
  - Nord
  - Sud
- Vienne :
  - Nord
  - Sud
- autres cantons :
  - Allevard
  - Beaurepaire
  - Le Bourg-d’Oisans
  - Clelles
  - Corps
  - La Côte-Saint-André
  - Crémieu
  - Domène
  - Eybens
  - Fontaine-Sassenage
  - Fontaine-Seyssinet
  - Goncelin
  - Le Grand-Lemps
  - Heyrieux
  - Mens
  - Meylan
  - Monestier-de-Clermont
  - Morestel
  - La Mure
  - Le Pont-de-Beauvoisin
  - Pont-de-Chéruy
  - Pont-en-Royans
  - Rives
  - Roussillon
  - Roybon
  - Saint-Égrève
  - Saint-Étienne-de-Saint-Geoirs
  - Saint-Geoire-en-Valdaine
  - Saint-Ismier
  - Saint-Jean-de-Bournay
  - Saint-Laurent-du-Pont
  - Saint-Marcellin
  - La Tour-du-Pin
  - Le Touvet
  - Tullins
  - Valbonnais
  - La Verpillière
  - Vif
  - Villard-de-Lans
  - L’Isle-d’Abeau
  - Vinay
  - Virieu
  - Vizille
  - Voiron

Loire (42)
- Roanne :
  - Nord
  - Sud
- Saint-Chamond :
  - Nord
  - Sud
- Saint-Étienne :
  - Nord-Est-1
  - Nord-Est-2
  - Nord-Ouest-1
  - Nord-Ouest-2
  - Sud-Est-1
  - Sud-Est-2
  - Sud-Est-3
  - Sud-Ouest-1
  - Sud-Ouest-2
- autres cantons :
  - Belmont-de-la-Loire
  - Boën
  - Bourg-Argental
  - Le Chambon-Feugerolles
  - Charlieu
  - Chazelles-sur-Lyon
  - Feurs
  - Firminy
  - La Grand-Croix
  - Montbrison
  - Néronde
  - Noirétable
  - La Pacaudière
  - Pélussin
  - Perreux
  - Rive-de-Gier
  - Saint-Bonnet-le-Château
  - Saint-Galmier
  - Saint-Genest-Malifaux
  - Saint-Georges-en-Couzan
  - Saint-Germain-Laval
  - Saint-Haon-le-Châtel
  - Saint-Héand
  - Saint-Jean-Soleymieux
  - Saint-Just-en-Chevalet
  - Saint-Just-Saint-Rambert
  - Saint-Symphorien-de-Lay

Rhône (69)
- Lyon :
  - Ier
  - II
  - III
  - IV
  - V
  - VI
  - VII
  - VIII
  - IX
  - X
  - XI
  - XII
  - XIII
  - XIV
- Vénissieux :
  - Nord
  - Sud
- Villeurbanne :
  - Centre
  - Nord
  - Sud
- autres cantons :
  - Amplepuis
  - Anse
  - L’Arbresle
  - Beaujeu
  - Belleville
  - Le Bois-d’Oingt
  - Bron
  - Caluire-et-Cuire
  - Condrieu
  - Décines-Charpieu
  - Écully
  - Givors
  - Gleizé
  - Irigny
  - Lamure-sur-Azergues
  - Limonest
  - Meyzieu
  - Monsols
  - Mornant
  - Neuville-sur-Saône
  - Oullins
  - Rillieux-la-Pape
  - Saint-Fons
  - Saint-Genis-Laval
  - Saint-Laurent-de-Chamousset
  - Saint-Priest
  - Saint-Symphorien-d’Ozon
  - Saint-Symphorien-sur-Coise
  - Sainte-Foy-lès-Lyon
  - Tarare
  - Tassin-la-Demi-Lune
  - Thizy
  - Vaugneray
  - Vaulx-en-Velin
  - Villefranche-sur-Saône

Savoie (73)
- Aix-les-Bains :
  - Centre
  - Nord-Grésy
  - Sud
- Albertville :
  - Nord
  - Sud
- Chambéry :
  - Est
  - Nord
  - Sud
  - Sud-Ouest
- autres cantons :
  - Aiguebelle
  - Aime
  - Albens
  - Beaufort
  - Bourg-Saint-Maurice
  - Bozel
  - La Chambre
  - Chamoux-sur-Gelon
  - Le Châtelard
  - Cognin
  - Les Échelles
  - Grésy-sur-Isère
  - Lanslebourg-Mont-Cenis
  - Modane
  - Montmélian
  - La Motte-Servolex
  - Moûtiers
  - Le Pont-de-Beauvoisin
  - La Ravoire
  - La Rochette
  - Ruffieux
  - Saint-Alban-Leysse
  - Saint-Genix-sur-Guiers
  - Saint-Jean-de-Maurienne
  - Saint-Michel-de-Maurienne
  - Saint-Pierre-d’Albigny
  - Ugine
  - Yenne

Haute-Savoie (74)
- Annecy :
  - Centre
  - Nord-Est
  - Nord-Ouest
- Annemasse :
  - Nord
  - Sud
- autres cantons :
  - Abondance
  - Alby-sur-Chéran
  - Annecy-le-Vieux
  - Le Biot
  - Boëge
  - Bonneville
  - Chamonix-Mont-Blanc
  - Cluses
  - Cruseilles
  - Douvaine
  - Évian-les-Bains
  - Faverges
  - Frangy
  - Reignier-Ésery
  - La Roche-sur-Foron
  - Rumilly
  - Saint-Gervais-les-Bains
  - Saint-Jeoire
  - Saint-Julien-en-Genevois
  - Sallanches
  - Samoëns
  - Scionzier
  - Seynod
  - Seyssel
  - Taninges
  - Thônes
  - Thonon-les-Bains-Est
  - Thonon-les-Bains-Ouest
  - Thorens-Glières

## Départements et régions d’outre-mer
Guadeloupe (971)
- Les Abymes :
  - 1er canton
  - 2e canton
  - 3e canton
  - 4e canton
  - 5e canton
- Basse-Terre :
  - 1er canton
  - 2e canton
- Capesterre-Belle-Eau :
  - 1er canton
  - 2e canton
- Le Gosier :
  - 1er canton
  - 2e canton
- Morne-à-l’Eau :
  - 1er canton
  - 2e canton
- Le Moule :
  - 1er canton
  - 2e canton
- Pointe-à-Pitre :
  - 1er canton
  - 2e canton
  - 3e canton
- Sainte-Anne :
  - 1er canton
  - 2e canton
- Sainte-Rose :
  - 1er canton
  - 2e canton
- autres cantons :
  - Anse-Bertrand
  - Baie-Mahault
  - Bouillante
  - Capesterre-de-Marie-Galante
  - Gourbeyre
  - La Désirade
  - Grand-Bourg
  - Goyave
  - Lamentin
  - Petit-Bourg
  - Petit-Canal
  - Pointe-Noire
  - Saint-Claude
  - Saint-François
  - Saint-Louis
  - Les Saintes
  - Trois-Rivières
  - Vieux-Habitants

Anciens cantons, détachés de la Guadeloupe :
- Saint-Martin :
  - 1er canton
  - 2e canton
- autres cantons :
  - Saint-Barthélemy

Martinique (972)
- Fort-de-France :
  - 1er canton
  - 2e canton
  - 3e canton
  - 4e canton
  - 5e canton
  - 6e canton
  - 7e canton
  - 8e canton
  - 9e canton
  - 10e canton
- Le François :
  - 1er canton (Nord)
  - 2e canton (Sud)
- Le Lamentin :
  - 1er canton (Sud-Bourg)
  - 2e canton (Nord)
  - 3e canton (Est)
- Le Robert :
  - 1er canton (Sud)
  - 2e canton (Nord)
- Sainte-Marie :
  - 1er canton (Nord)
  - 2e canton (Sud)
- Schœlcher :
  - 1er canton
  - 2e canton
- autres cantons :
  - L’Ajoupa-Bouillon
  - Les Anses-d’Arlet
  - Basse-Pointe
  - Le Carbet
  - Case-Pilote-Bellefontaine
  - Le Diamant
  - Ducos
  - Gros-Morne
  - Le Lorrain
  - Macouba
  - Le Marigot
  - Le Marin
  - Le Morne-Rouge
  - Le Prêcheur
  - Rivière-Pilote
  - Rivière-Salée
  - Saint-Esprit
  - Saint-Joseph
  - Saint-Pierre
  - Sainte-Anne
  - Sainte-Luce
  - La Trinité
  - Les Trois-Îlets
  - Le Vauclin

Guyane (973)
- Cayenne :
  - Nord-Ouest
  - Nord-Est
  - Sud-Ouest
  - Centre
  - Sud
  - Sud-Est
- autres cantons :
  - Approuague-Kaw
  - Iracoubo
  - Kourou
  - Macouria
  - Mana
  - Maripasoula
  - Matoury
  - Montsinéry-Tonnegrande
  - Remire-Montjoly
  - Roura
  - Saint-Georges-de-l’Oyapock
  - Saint-Laurent-du-Maroni
  - Sinnamary

La Réunion (974)
- Le Port :
  - 1er canton (Nord)
  - 2e canton (Sud)
- Saint-André :
  - 1er canton
  - 2e canton
  - 3e canton
- Saint-Benoît :
  - 1er canton
  - 2e canton
- Saint-Denis :
  - 1er canton
  - 2e canton
  - 3e canton
  - 4e canton
  - 5e canton
  - 6e canton
  - 7e canton
  - 8e canton
  - 9e canton
- Saint-Joseph :
  - 1er canton
  - 2e canton
- Saint-Leu :
  - 1er canton
  - 2e canton
- Saint-Louis :
  - 1er canton
  - 2e canton
  - 3e canton
- Saint-Paul :
  - 1er canton
  - 2e canton
  - 3e canton
  - 4e canton
  - 5e canton
- Saint-Pierre :
  - 1er canton
  - 2e canton
  - 3e canton
  - 4e canton
- Le Tampon :
  - 1er canton
  - 2e canton
  - 3e canton
  - 4e canton
- autres cantons :
  - Les Avirons
  - Bras-Panon
  - Entre-Deux
  - L’Étang-Salé
  - Petite-Île
  - La Plaine-des-Palmistes
  - La Possession
  - Sainte-Marie
  - Sainte-Rose
  - Sainte-Suzanne
  - Saint-Philippe
  - Salazie
  - Les Trois-Bassins

Mayotte (976)
- Mamoudzou :
  - 1er canton
  - 2e canton
  - 3e canton
- autres cantons :
  - Acoua
  - Bandraboua
  - Bandrélé
  - Bouéni
  - Chiconi
  - Chirongui
  - Dembéni
  - Dzaoudzi
  - Kani-Kéli
  - Koungou
  - Mtsamboro
  - M'tsangamouji
  - Ouangani
  - Pamandzi
  - Sada
  - Tsingoni

## Communes découpées en plusieurs cantons
Un grand nombre de communes sont divisées en plusieurs cantons, la plupart en zone urbaine (une commune peut être composée de plusieurs cantons si elle dépasse environ 30 000 habitants).
Mais il existe des particularités dues à des fusions ou à des réunions de communes :
1) Communes qui sont découpées en plusieurs cantons, sans être le chef-lieu de tous les cantons ; c'est le cas de :
- Aix-les-Bains : canton d'Aix-les-Bains-Nord-Grésy, chef-lieu Grésy-sur-Aix ;
- Antibes : canton de Vallauris-Antibes-Ouest, chef-lieu Vallauris ;
- Antony : canton de Bourg-la-Reine ;
- Boulogne-sur-Mer : canton du Portel ;
- Bruay-la-Buissière : canton d'Houdain ;
- Cagnes-sur-Mer : canton de Saint-Laurent-du-Var-Cagnes-sur-Mer-Est, chef-lieu Saint-Laurent-du-Var ;
- Cannes : canton de Mandelieu-Cannes-Ouest, chef-lieu Mandelieu-la-Napoule ;
- Champigny-sur-Marne : canton de Bry-sur-Marne ;
- Charleville-Mézières : canton de Villers-Semeuse ;
- Chartres : canton de Mainvilliers ;
- Châtenay-Malabry : canton de Sceaux ;
- Chelles : canton de Vaires-sur-Marne ;
- Chenôve : canton de Dijon-4 ;
- Clamart : canton du Plessis-Robinson ;
- Clichy : canton de Levallois-Perret-Nord ;
- Creil : canton de Creil-Nogent-sur-Oise, chef-lieu Nogent-sur-Oise ;
- Drancy : canton du Bourget ;
- Dunkerque : canton de Coudekerque-Branche et canton de Grande-Synthe ;
- Forbach : canton de Stiring-Wendel (section inhabitée) ;
- Hénin-Beaumont : canton de Montigny-en-Gohelle ;
- Hérouville-Saint-Clair : canton de Caen-Hérouville (Caen-6), chef-lieu Caen ;
- Hyères : canton de La Crau ;
- La Chapelle-Saint-Luc : canton de Troyes-4 ;
- La Seyne-sur-Mer : canton de Saint-Mandrier-sur-Mer ;
- Le Cannet : canton de Mougins ;
- Le Grand-Quevilly : canton de Grand-Couronne ;
- Meudon : canton d'Issy-les-Moulineaux-Ouest ;
- Montluçon : canton de Domérat-Montluçon-Nord-Ouest, chef-lieu Domérat ;
- Nîmes : canton de La Vistrenque, chef-lieu Bouillargues ;
- Petit-Bourg : canton de Goyave ;
- Rezé : canton de Bouaye ;
- Rueil-Malmaison : canton de Garches ;
- Saint-Dizier : canton de Saint-Dizier-Ouest, chef-lieu Éclaron-Braucourt-Sainte-Livière ;
- Saint-Étienne-du-Rouvray : canton de Sotteville-lès-Rouen-Est ;
- Saint-Omer (Pas-de-Calais) : canton d'Arques ;
- Saint-Ouen-sur-Seine : canton de Saint-Denis-Sud ;
- Savigny-sur-Orge : canton de Juvisy-sur-Orge ;
- Villeneuve-Saint-Georges : canton de Valenton.

(Une partie de Pau appartient au canton de Jurançon, mais ce canton a comme chef-lieu Pau et pas Jurançon)
2) Il existe également des communes qui ne sont pas chef-lieu de canton et qui sont partagées entre deux cantons :
| Commune                       | Code Insee  | Département          | 1er canton           | 2e canton          |
| Adelans-et-le-Val-de-Bithaine | 70 1 93 004 | Haute-Saône          | Lure-Nord            | Saulx              |
| Alleyras                      | 43 2 98 005 | Haute-Loire          | Cayres               | Saugues            |
| Argenton-l'Église             | 79 2 98 191 | Deux-Sèvres          | Argenton-les-Vallées | Thouars-2          |
| Chamrousse                    | 38 1 93 567 | Isère                | Domène               | Vizille            |
| Gentilly                      | 94 3 87 037 | Val-de-Marne         | Arcueil              | Le Kremlin-Bicêtre |
| Jullouville                   | 50 1 97 066 | Manche               | Sartilly             | Granville          |
| Lacq                          | 64 3 95 300 | Pyrénées-Atlantiques | Lagor                | Arthez-en-Béarn    |
| Méricourt                     | 62 1 90 570 | Pas-de-Calais        | Avion                | Rouvroy            |
| Monéteau                      | 89 1 95 263 | Yonne                | Auxerre-Nord         | Seignelay          |
| Saint-Ovin                    | 50 1 99 531 | Manche               | Avranches            | Ducey              |
| Vesly                         | 50 3 98 639 | Manche               | Lessay               | La Haye-du-Puits   |
| Wattrelos                     | 59 5 99 650 | Nord                 | Roubaix-Est          | Roubaix-Nord       |